# 埼玉県の古墳一覧
埼玉県の古墳一覧（さいたまけんのこふんいちらん）は、埼玉県内にある古墳をまとめたもの。
埼玉県には大小合わせて数千基の古墳が存在していた（参照）。1989年（平成元年）から5年間で行われた分布調査では、4693基が確認されている。全長が5メートルにも満たない小型のものから100メートルを越すものまで、大きさは様々である。
大型のものや重要な遺物が出土したものなどは史跡に指定され保存されるほか、神社の境内にあるなどして現存しているが、地殻変動や河川の氾濫（江戸時代まで利根川は東京湾に注いでおり、荒川と利根川は大雨のたびにしばし氾濫した）、干拓などにより、現在8割以上が消滅している。中には早期に崩されたため、無名のものや場所すらも不確定になってしまったものもある。
地域区分はこちらを参照。

## 中央地域
- 大久保古墳群（さいたま市、県選定重要遺跡）
- 植水古墳群（さいたま市）
- 側ヶ谷戸古墳群（さいたま市、県選定重要遺跡）
- 土合古墳群（さいたま市）
  - 本杢古墳（市史跡）
  - 神明神社古墳（市史跡）
- 白幡古墳群（さいたま市）
- 巽古墳群（さいたま市）
- 方墳大塚古墳（さいたま市、県史跡）
- 竹たば古墳（さいたま市）
- つかのこし古墳（さいたま市、出土品は市有形文化財）
- 箕田古墳群（鴻巣市、市史跡）
- 生出塚古墳群（鴻巣市）
- 愛宕山古墳（鴻巣市、市史跡）
- 三嶋神社古墳（鴻巣市、県選定重要遺跡）
- 川田谷古墳群（桶川市）
  - 熊野神社古墳（県史跡）
  - 原山古墳群（市史跡）
- 中井1号墳（北本市、出土埴輪は市有形文化財）
- 八重塚古墳群（北本市、県選定重要遺跡）

## 東部地域
- 埼玉古墳群（行田市、国の特別史跡）
  - 稲荷山古墳（金錯銘鉄剣出土）
  - 丸墓山古墳（日本最大の円墳）
  - 二子山古墳（武蔵国最大の前方後円墳）
  - 愛宕山古墳
  - 将軍山古墳（馬冑・蛇行状鉄器出土）
  - 瓦塚古墳
  - 中の山古墳（須恵質埴輪出土）
  - 奥の山古墳（装飾付須恵器出土）
  - 鉄砲山古墳
  - 戸場口山古墳（消滅）
  - 浅間塚古墳
- 酒巻古墳群（行田市、14号墳出土埴輪は国重要文化財、15号墳出土埴輪は県有形文化財）
- 犬塚古墳群（行田市）
- 斎条古墳群（行田市）
- 大稲荷古墳群（行田市）
- 小見古墳群（行田市）
  - 小見真観寺古墳（国の史跡）
  - 虚空蔵山古墳（県選定重要遺跡）
- 若小玉古墳群（行田市）
  - 八幡山古墳（県史跡、関東の石舞台）
  - 地蔵塚古墳（県史跡、県内唯一の装飾古墳）
- 白山古墳群（行田市）
  - 白山神社古墳
- 佐間古墳群（行田市）
  - 大日塚古墳（市史跡）
- 若王子古墳群（行田市）
- 真名板高山古墳（行田市、県史跡）
- 新郷古墳群（羽生市）
- 小松古墳群（羽生市）
- 村君古墳群（羽生市）
  - 永明寺古墳（県選定重要遺跡）
- 毘沙門山古墳（羽生市、県選定重要遺跡）
- 樋遣川古墳群（加須市、県選定重要遺跡）
  - 諸塚古墳（市史跡）
- 栢間古墳群（久喜市、県選定重要遺跡）
  - 天王山塚古墳（久喜市、県史跡）
- 内牧塚内古墳群（春日部市、県選定重要遺跡）
- 目沼古墳群（杉戸町、県選定重要遺跡）
- 木野川古墳群（杉戸町、県選定重要遺跡）
- 八條殿社古墳（八潮市、市史跡）
- 谷塚古墳群（草加市、実際の発掘はこの内蜻蛉古墳のみ）

## 北部地域
- 広瀬古墳群（熊谷市）
  - 宮塚古墳（国の史跡、上円下方墳）
- 塩古墳群（熊谷市、県史跡）
- とうかん山古墳（熊谷市、県史跡）
- 甲山古墳（熊谷市、県史跡）
- 横塚山古墳（熊谷市、県選定重要遺跡）
- 瀬戸山古墳群（熊谷市、県選定重要遺跡）
- 高根横穴墓群（熊谷市、県選定重要遺跡）
- 野原古墳群（熊谷市、県選定重要遺跡、踊る埴輪出土）
- 中条古墳群（熊谷市）
  - 大塚古墳（市史跡）
- 肥塚古墳群（熊谷市、箱式石棺は市有形文化財）
- 行人塚古墳（熊谷市、市史跡）
- 鹿島古墳群（深谷市、県史跡）
- 木の本古墳群（深谷市、県選定重要遺跡）
- 四十塚古墳群（深谷市）
  - 四十塚古墳（短甲・五鈴鏡板付轡は県有形文化財）
  - 寅稲荷古墳（県選定重要遺跡）
  - 浅間山古墳（市史跡）
- 前原愛宕山古墳（深谷市、市史跡）
- 黒田古墳群（深谷市、県選定重要遺跡）
- お手長山古墳（深谷市、市史跡）
- 白山古墳群（深谷市、人物埴輪は市有形文化財）
- 長坂聖天塚古墳（美里町、県史跡、県内最大の銅鏡は県有形文化財）
- 羽黒山古墳群（美里町、県選定重要遺跡）
- 塚本山古墳群（美里町、県選定重要遺跡）
- 諏訪山古墳群（美里町、県選定重要遺跡）
- 普門寺古墳群（美里町、県選定重要遺跡）
- 広木大町古墳群（美里町、県選定重要遺跡）
- 鷺山古墳（本庄市、県史跡、県内最古級の古墳）
- 長沖古墳群（本庄市、県選定重要遺跡）
  - 長沖32号墳（市史跡）
- 秋山古墳群（本庄市、県選定重要遺跡）
  - 秋山庚申塚古墳（市史跡）
- 大久保山古墳群（本庄市、県選定重要遺跡）
- 金鑚神社古墳（本庄市、市史跡）
- 生野山古墳群（本庄市・美里町、県選定重要遺跡）
- 旭・小島古墳群（本庄市・上里町、県選定重要遺跡）
  - 浅間山古墳（上里町、町史跡）
  - 御手長山古墳（本庄市、人物埴輪は市有形文化財）
  - 前の山古墳（本庄市、人物埴輪は市有形文化財）
  - 小島八幡山古墳（本庄市、市史跡）
  - 小島蚕影山古墳（本庄市、市史跡）
  - 小島山の神古墳（本庄市、市史跡）
  - 万年寺つつじ山古墳（本庄市、市史跡）
- 帯刀古墳群（上里町、県選定重要遺跡）
- 青柳古墳群（神川町、県選定重要遺跡）
- 白岩銚子塚古墳（神川町、町史跡）

## 西部地域
- 根岸古墳群（朝霞市）
  - 柊塚古墳（県史跡）
- 権現山古墳群（ふじみ野市、県史跡）
- 牛塚古墳（川越市、県選定重要遺跡、県内唯一の金銅製指輪出土）
- 仙波古墳群（川越市）
  - 三変稲荷神社古墳（市史跡、県内最古級の方墳）
  - 愛宕神社古墳（市史跡）
  - 浅間神社古墳（市史跡）
- 下小坂古墳群（川越市、出土品は市有形文化財）
- 南大塚古墳群（川越市、県選定重要遺跡）
  - 山王塚古墳（市史跡、上円下方墳）
- 北秋津横穴墓群（所沢市、県選定重要遺跡）
- 滝之城横穴墓群（所沢市、県選定重要遺跡）
- 上広瀬古墳群（狭山市）
- 笹井古墳群（狭山市）
- 稲荷山公園古墳群（狭山市）
- 勝呂神社古墳（坂戸市）
- 雷電塚古墳（坂戸市、県史跡）
- 野本古墳群（東松山市）
  - 野本将軍塚古墳（県史跡）
- 柏崎古墳群（東松山市）
  - おくま山古墳（市史跡）
- 下唐子古墳群（東松山市）
  - 若宮八幡古墳（県史跡）
- 古凍古墳群（東松山市、県選定重要遺跡）
- 比丘尼山横穴墓群（東松山市、横穴古墳、県選定重要遺跡）
- 諏訪山古墳群（東松山市、県選定重要遺跡、鈴付腕輪は市有形文化財）
- 西原古墳群（東松山市、県選定重要遺跡）
- 三千塚古墳群（東松山市、市史跡）
  - 雷電山古墳（県内最古の埴輪は市有形文化財）
- 桜山古墳群（東松山市）
- 附川古墳群（東松山市）
  - 附川1号墳（市史跡）
- 鴻の面古墳群（東松山市）
  - 鴻の面1号墳（市史跡）
- 吉見百穴（吉見町、横穴古墳、国の史跡）
- 黒岩横穴墓群（吉見町、横穴古墳、県史跡）
- 茶臼山古墳（吉見町、県選定重要遺跡）
- 山の上古墳（吉見町、県選定重要遺跡）
- かぶと塚古墳（吉見町、出土品は町有形文化財）
- 天神山横穴墓群（滑川町、横穴古墳、県史跡）
- 円正寺古墳群（滑川町、町史跡）
- 岩屋塚古墳（滑川町、町史跡）
- 月輪古墳群（滑川町・嵐山町、県選定重要遺跡）
- 古里古墳群（嵐山町、県選定重要遺跡）
- 稲荷塚古墳（嵐山町、町史跡）
- 穴八幡古墳（小川町、県史跡）
- 苦林古墳群（毛呂山町、前方後円墳5基有り、内1基は町史跡）
- 川角古墳群（毛呂山町）
- 西戸古墳群（毛呂山町）
- 十郎横穴墓群（鳩山町、県選定重要遺跡）
- 稲荷塚古墳群（川島町、県選定重要遺跡）
- 大塚古墳（川島町、箱式石棺は市有形文化財）
- 鶴ヶ丘稲荷神社古墳（鶴ヶ島市）

## 秩父地域
- 飯塚・招木古墳群（秩父市、県史跡）
- 大野原古墳群（秩父市、県選定重要遺跡）
- 狐塚古墳（秩父市、県選定重要遺跡）
- 太田部古墳群（秩父市、県選定重要遺跡、武蔵国最高所の古墳群）
- 金崎古墳群（皆野町、県史跡）
- 円墳大塚古墳（皆野町、県史跡）
- 柳瀬古墳群（皆野町、出土品は町有形文化財）
- お塚古墳（小鹿野町、町史跡、上円下方墳？）
- 小鹿塚古墳（小鹿野町、町史跡）

## ギャラリー

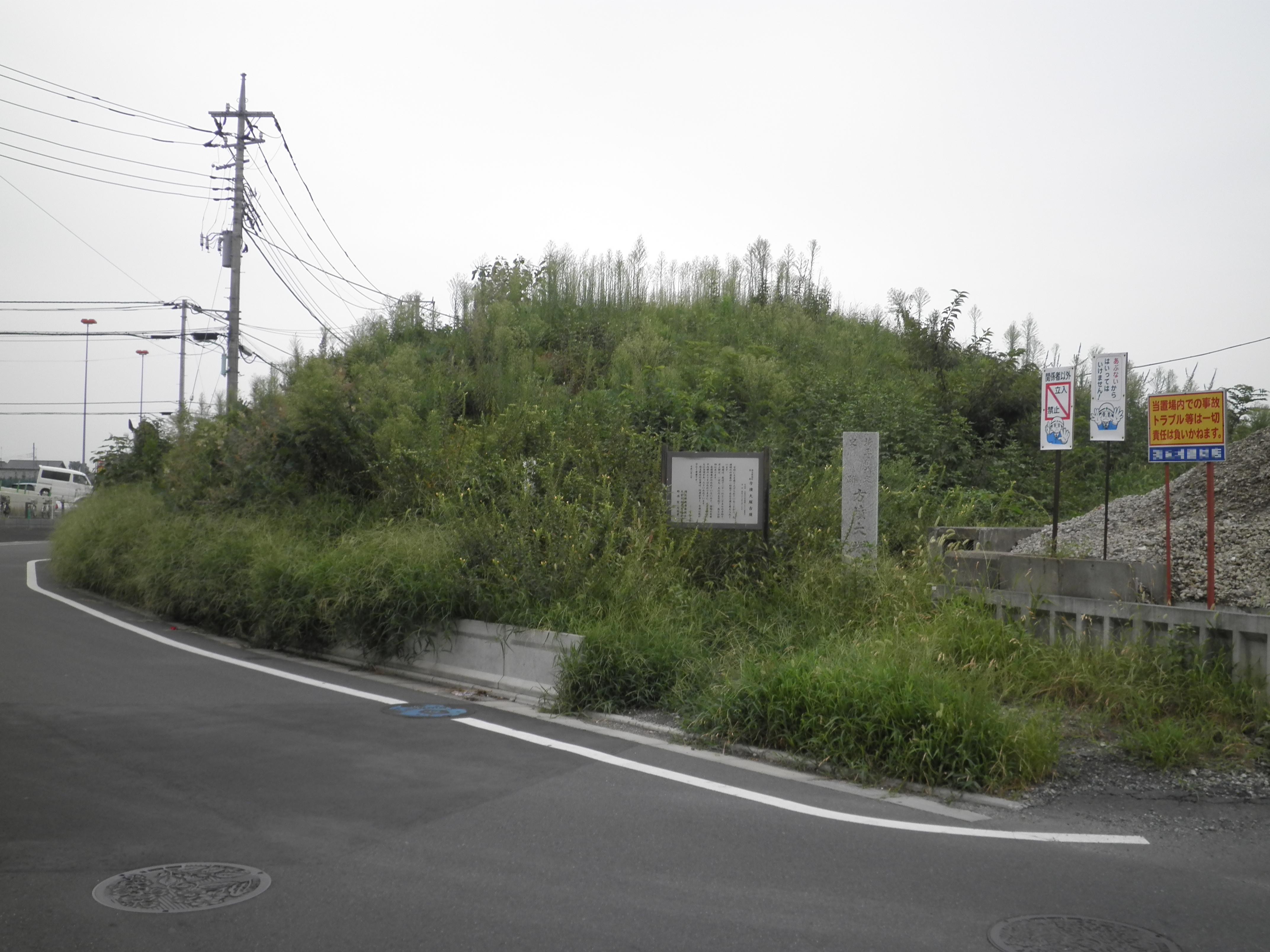
方墳大塚古墳（さいたま市）
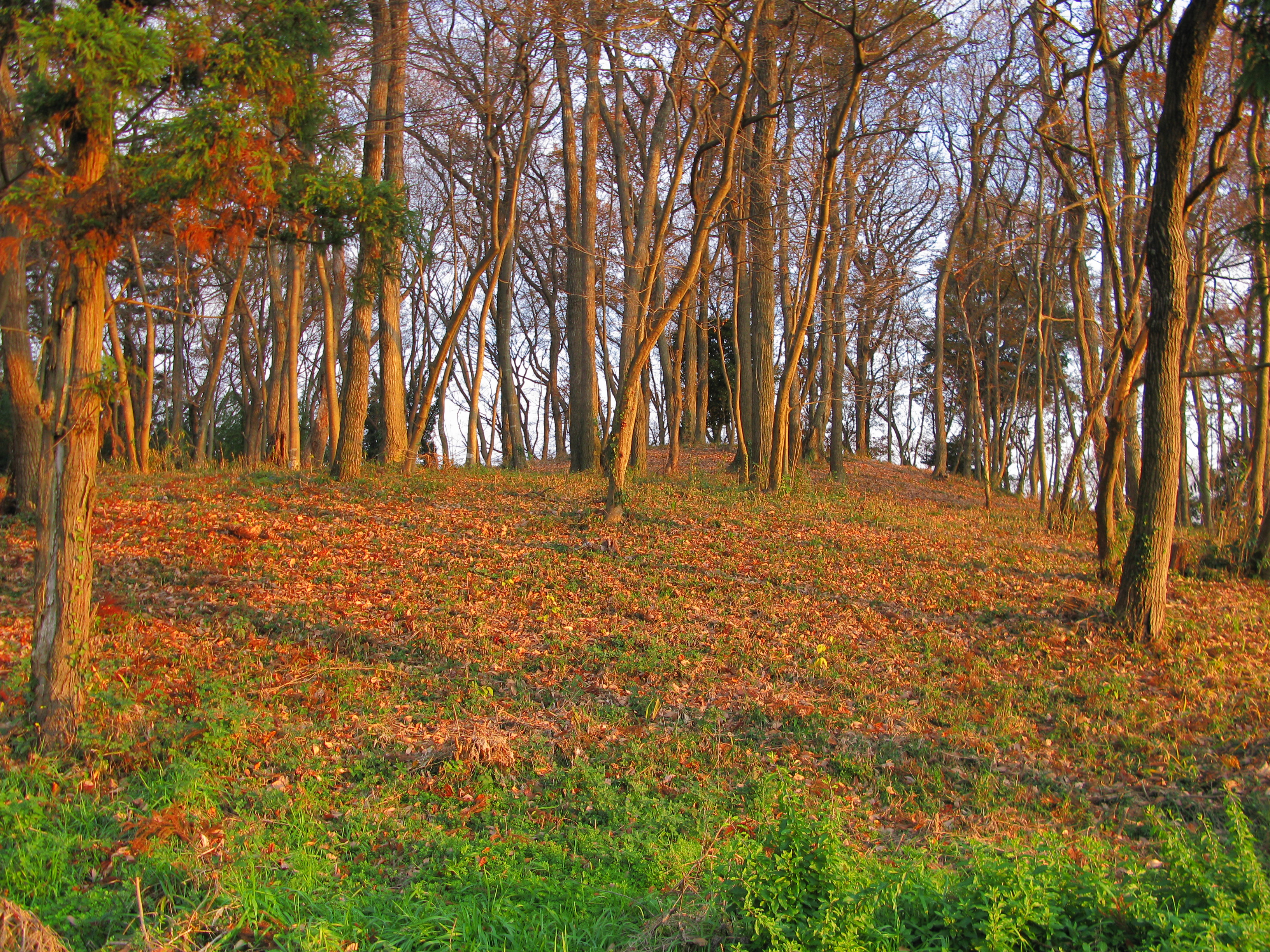
雑木林の中にある原山古墳群（桶川市）
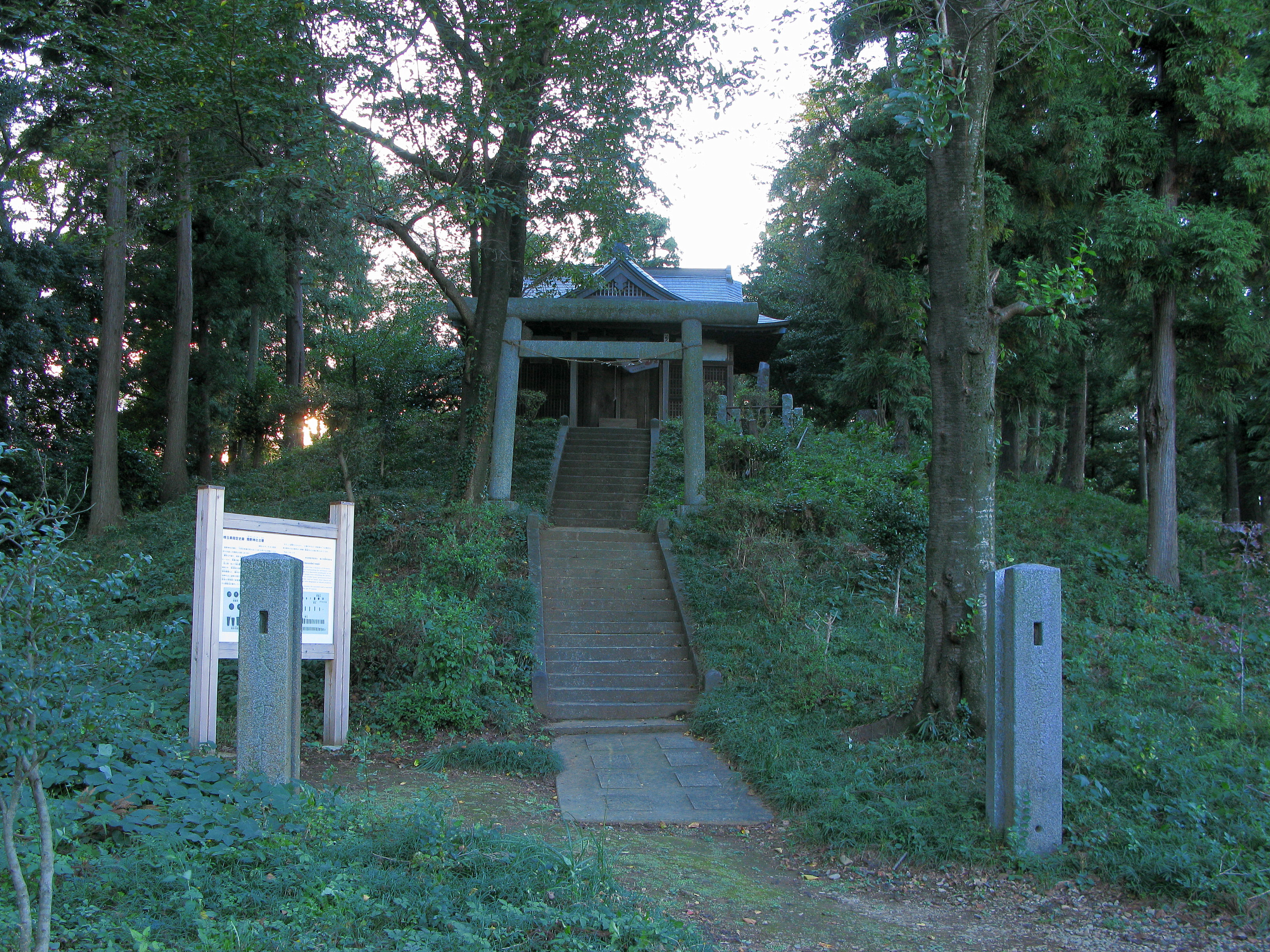
熊野神社古墳（桶川市）
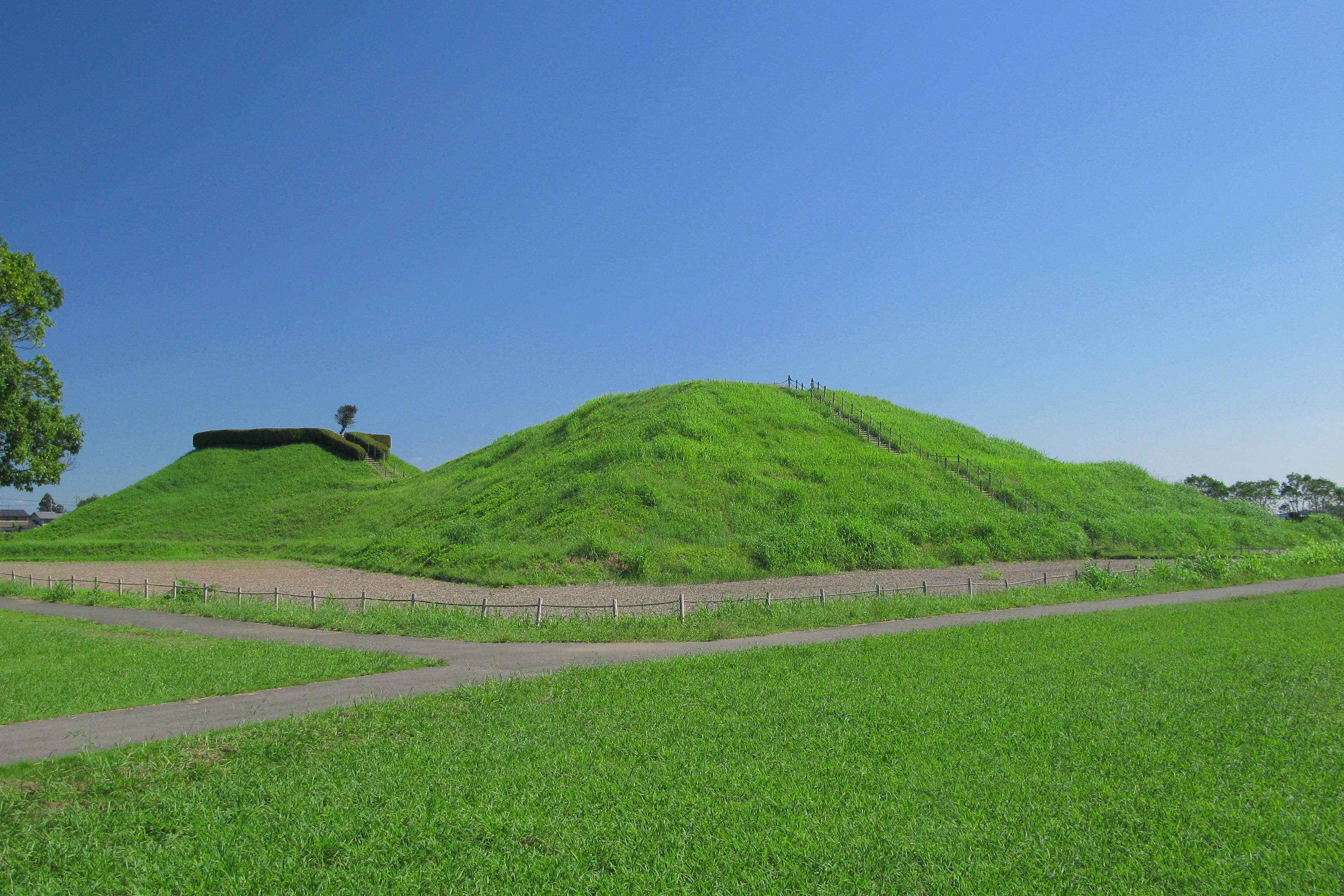
稲荷山古墳（行田市）
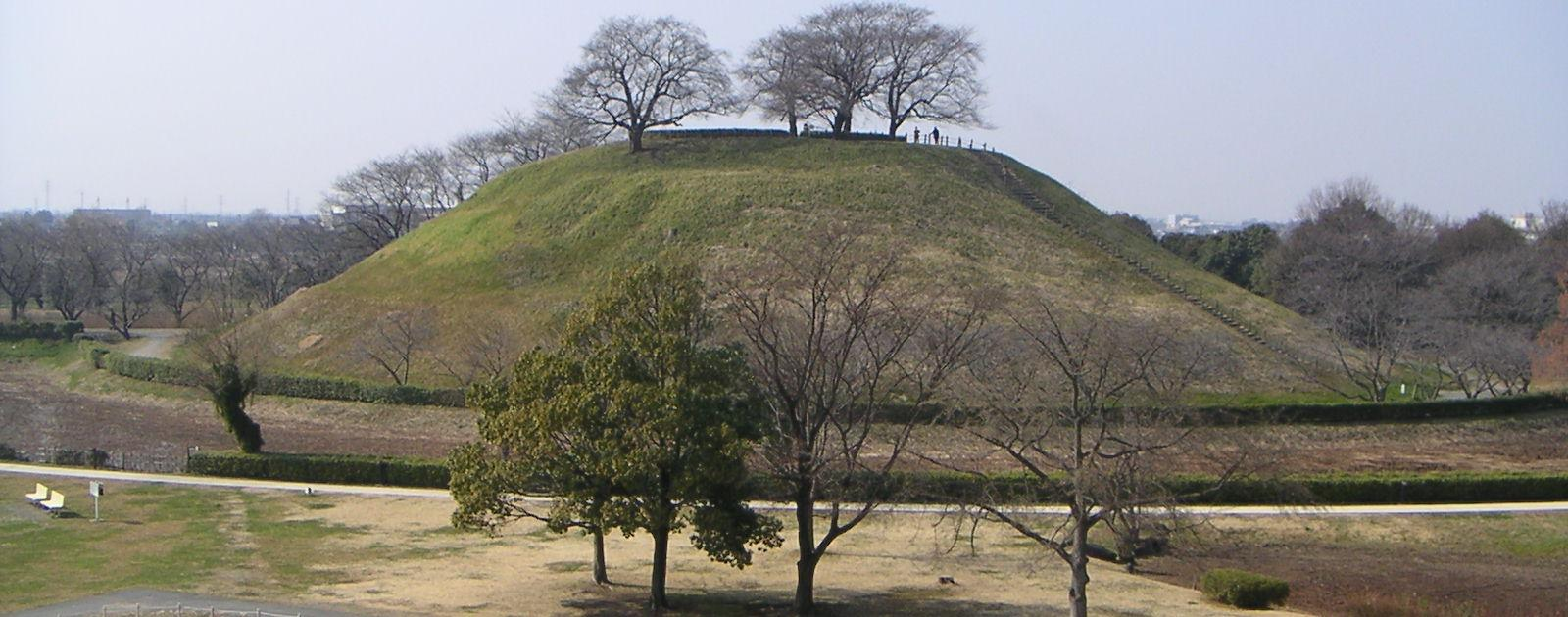
丸墓山古墳（行田市）
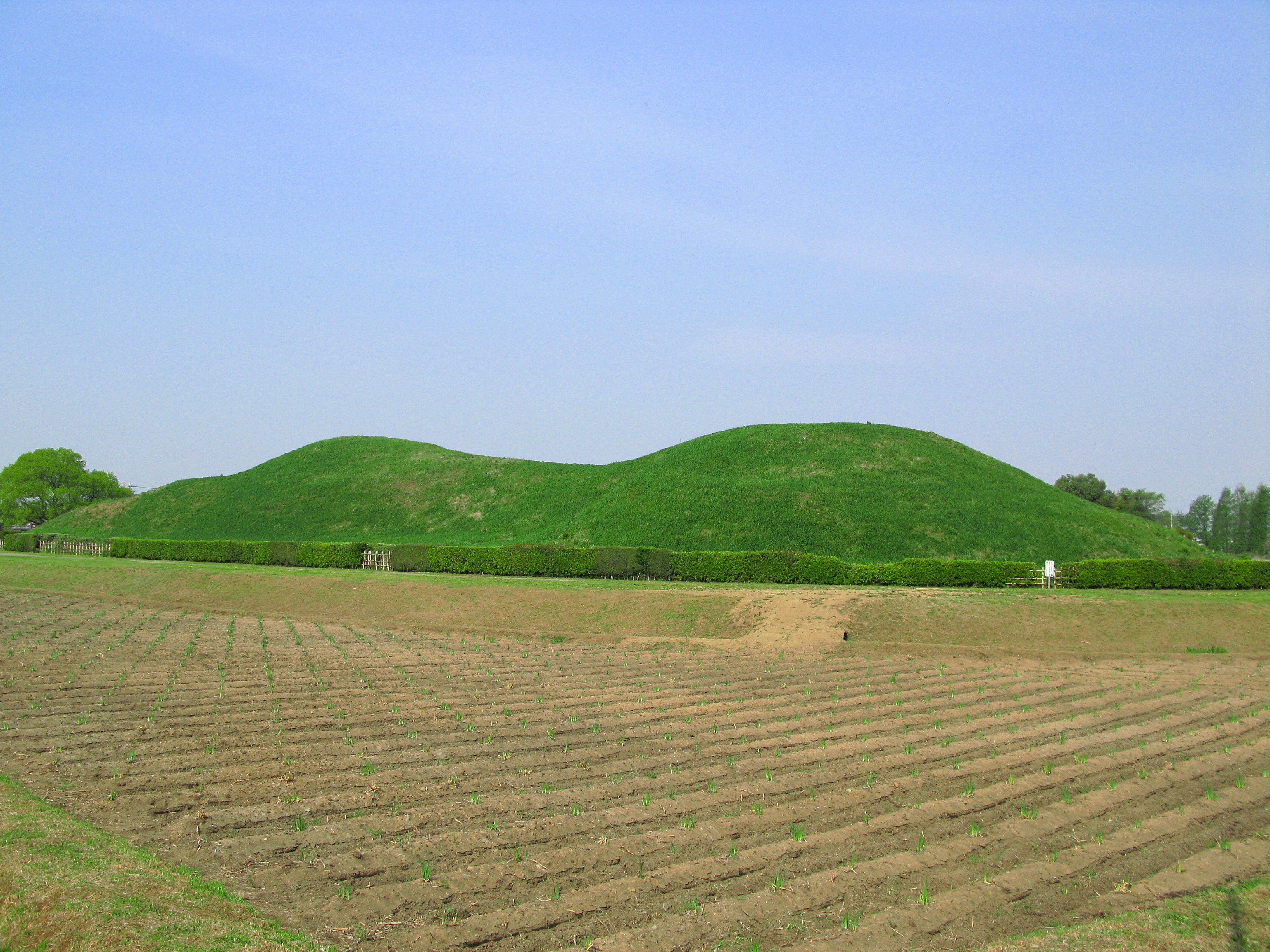
二子山古墳（行田市）
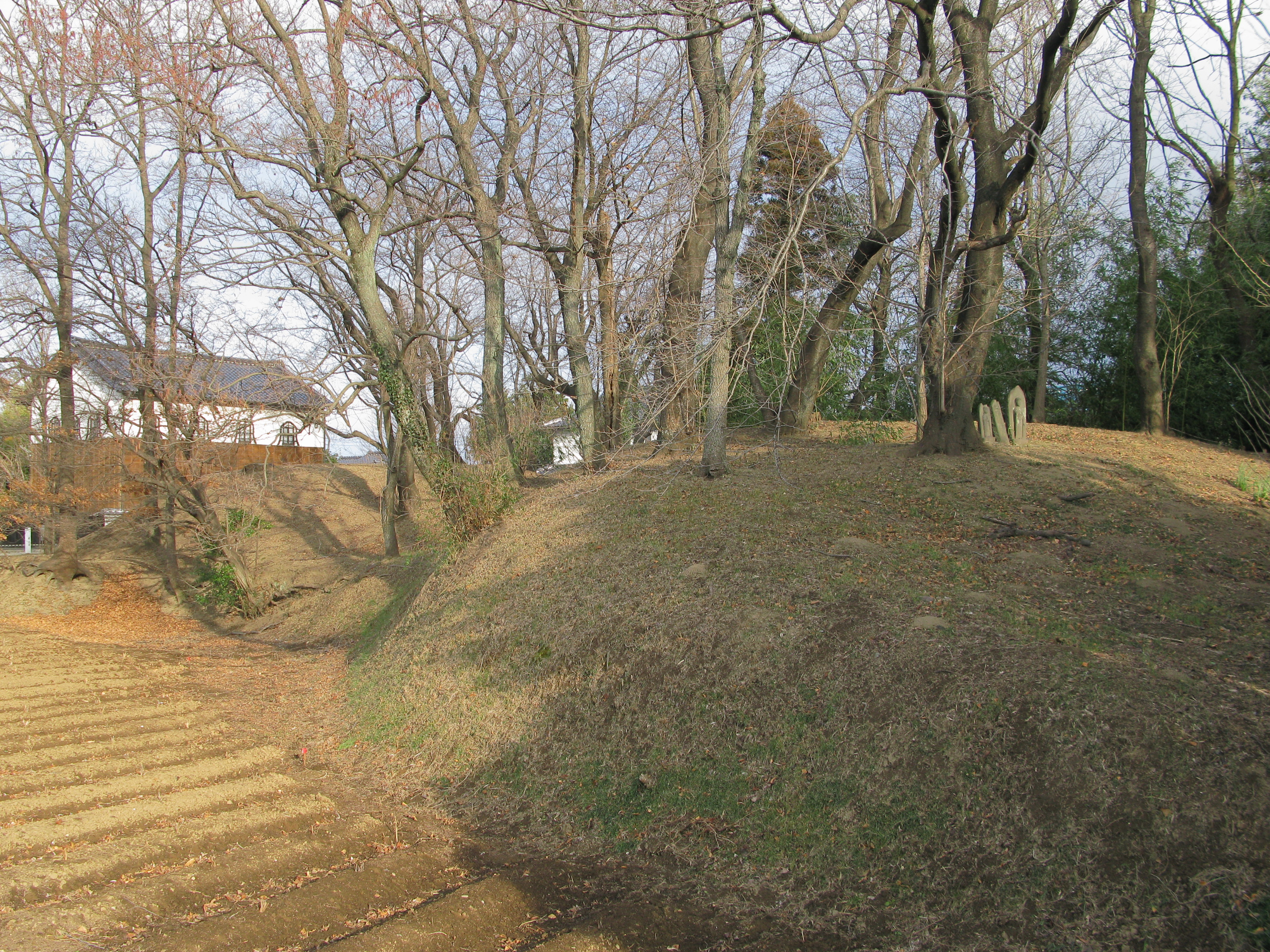
愛宕山古墳（行田市）
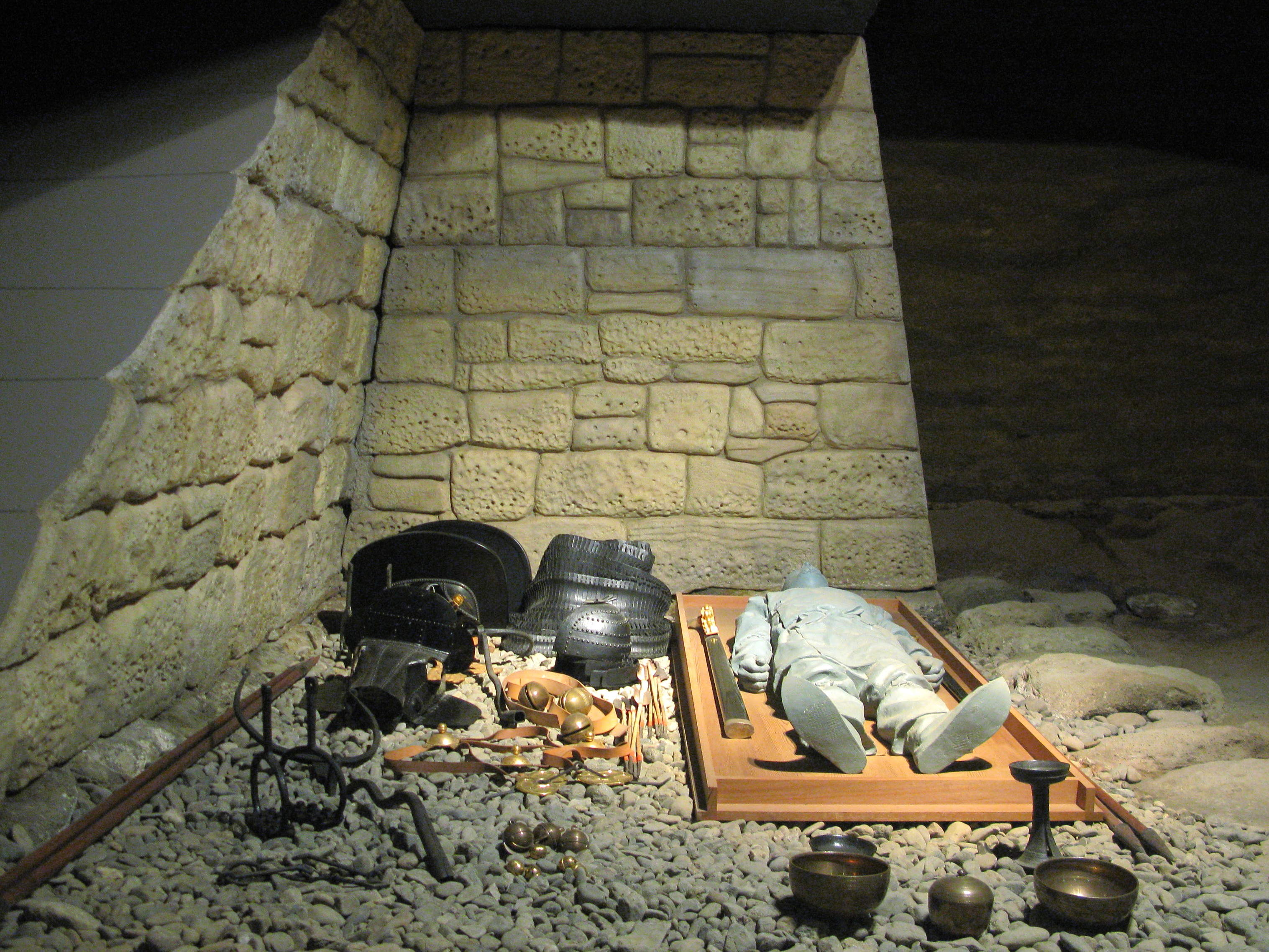
将軍山古墳石室内の再現展示（行田市）
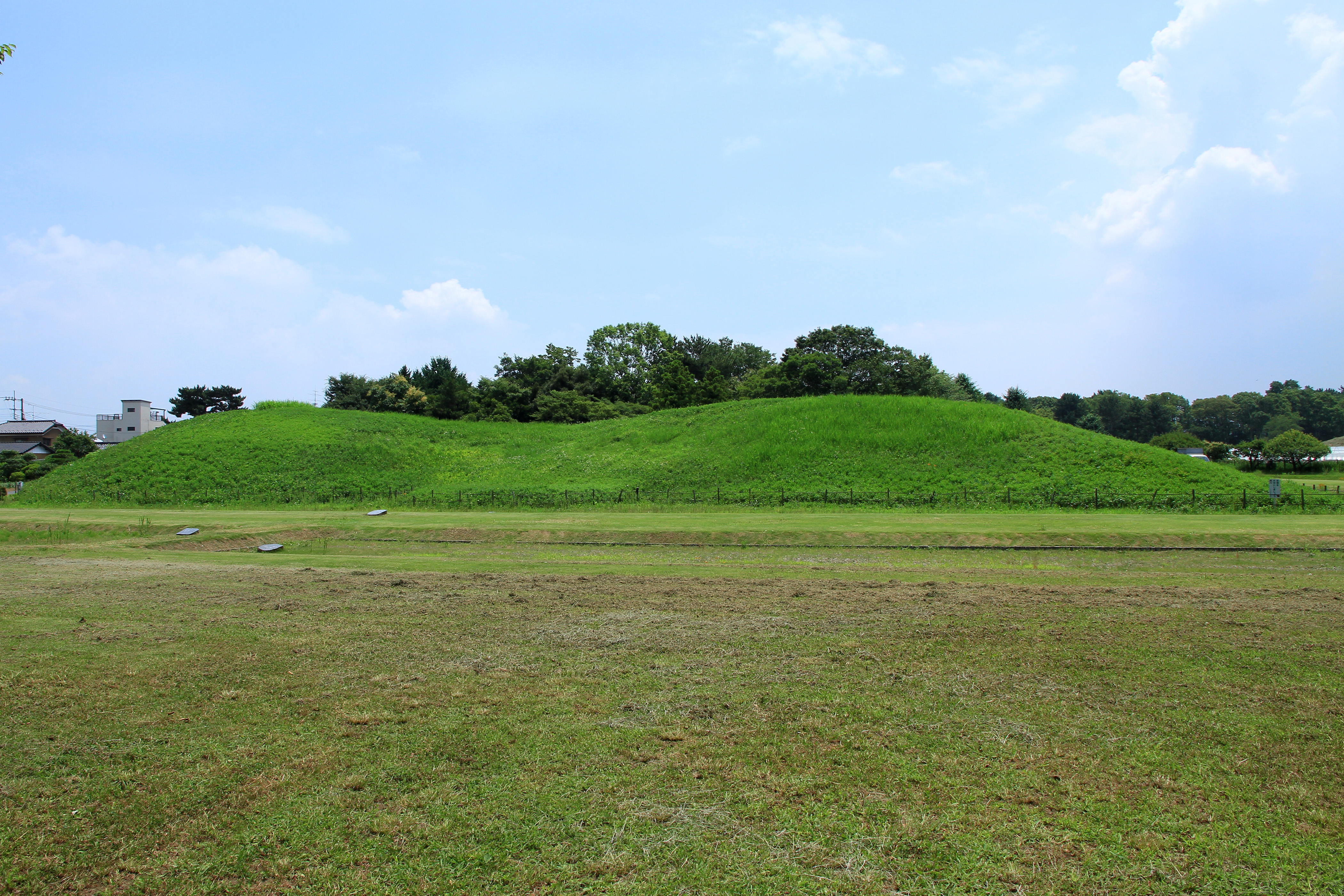
瓦塚古墳（行田市）
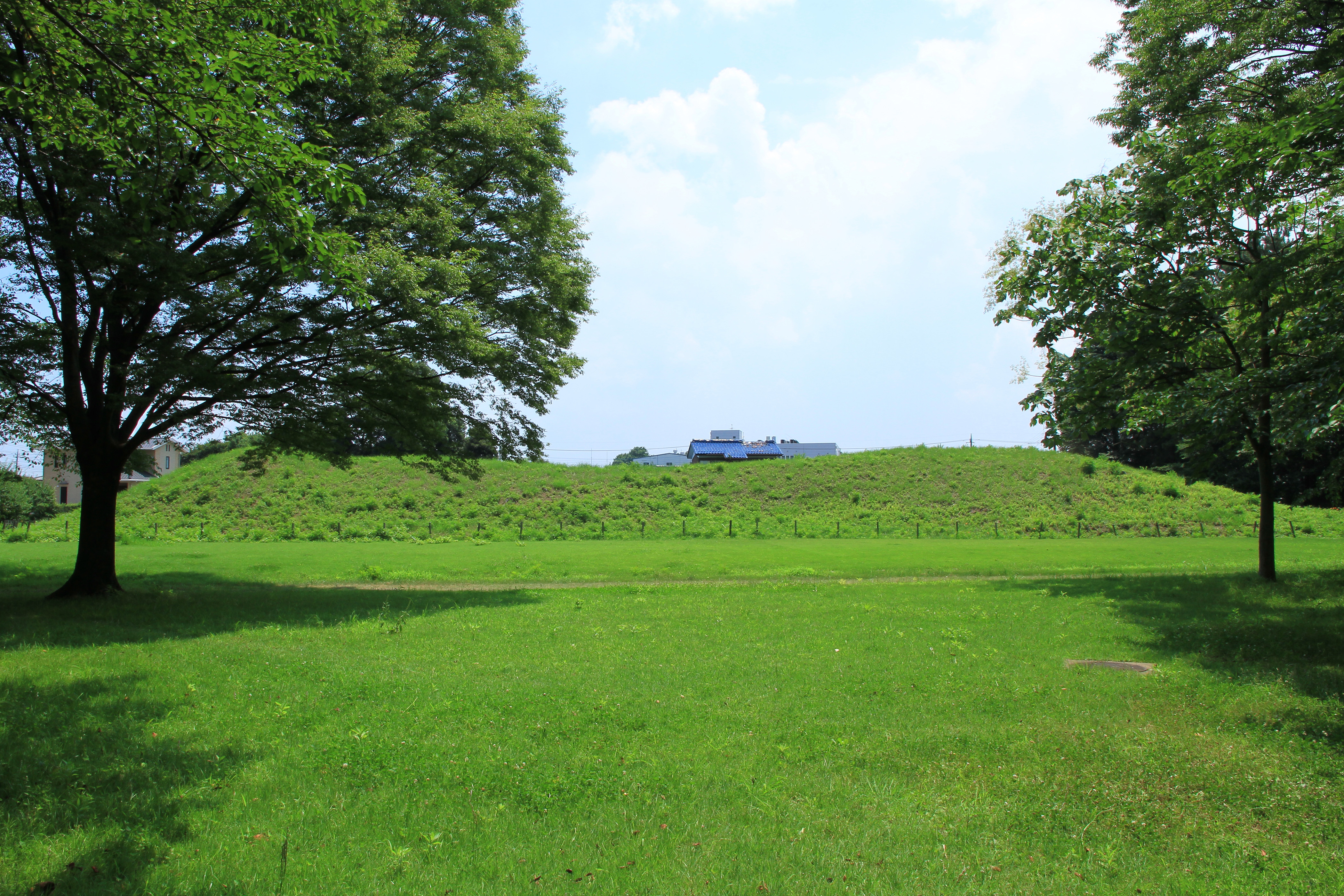
中の山古墳（行田市）
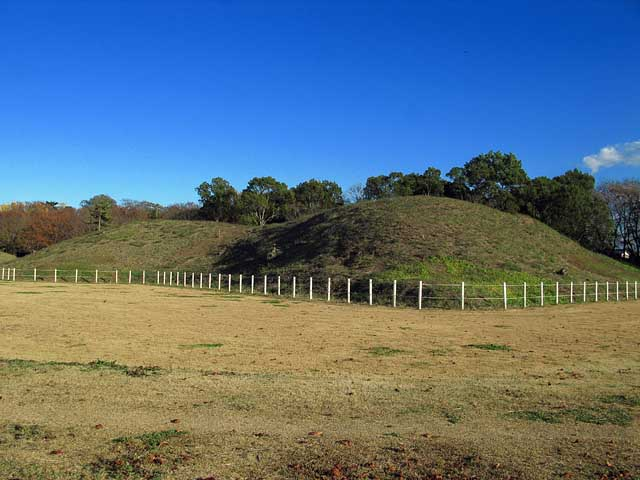
奥の山古墳（行田市）
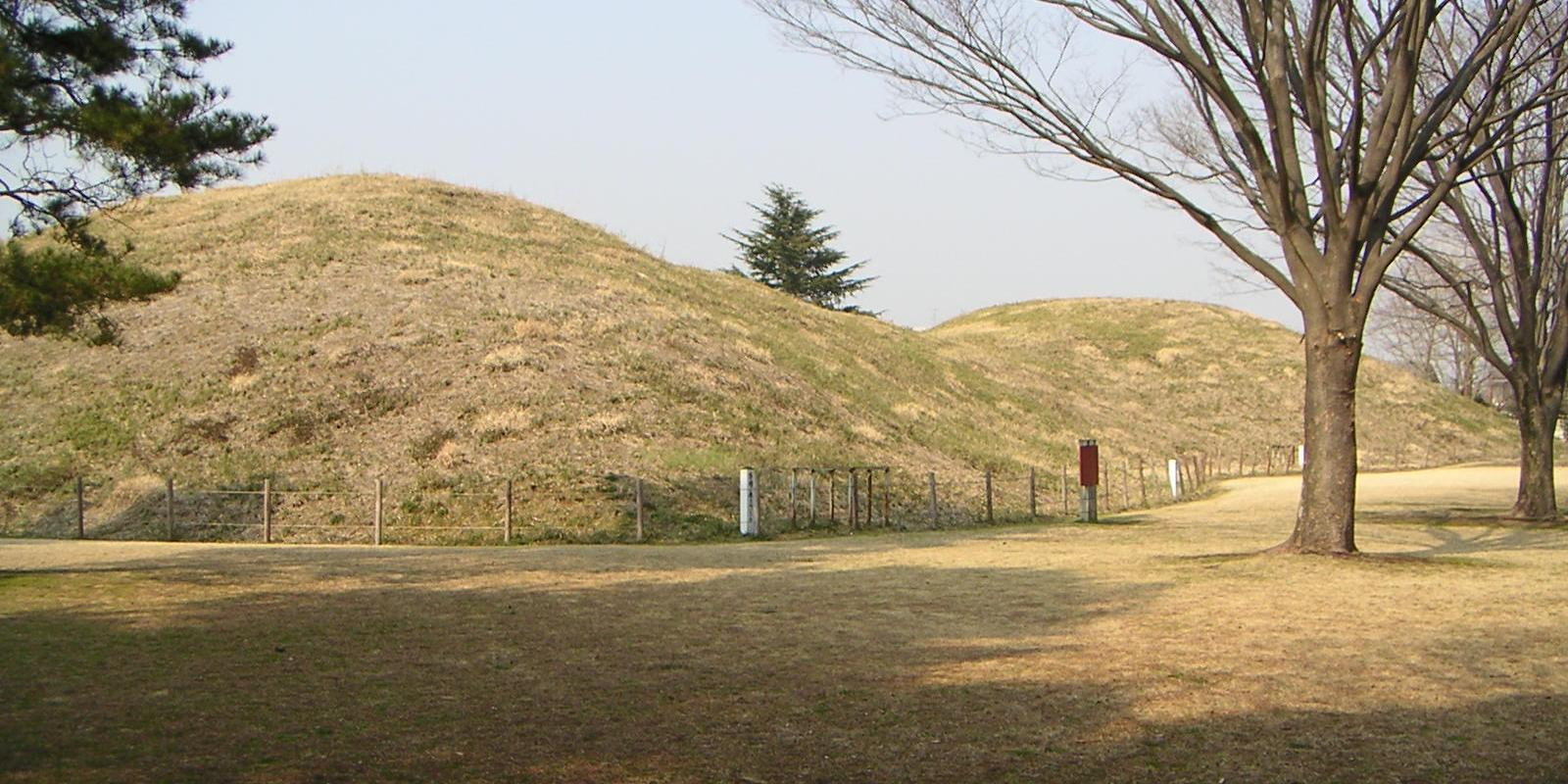
鉄砲山古墳（行田市）
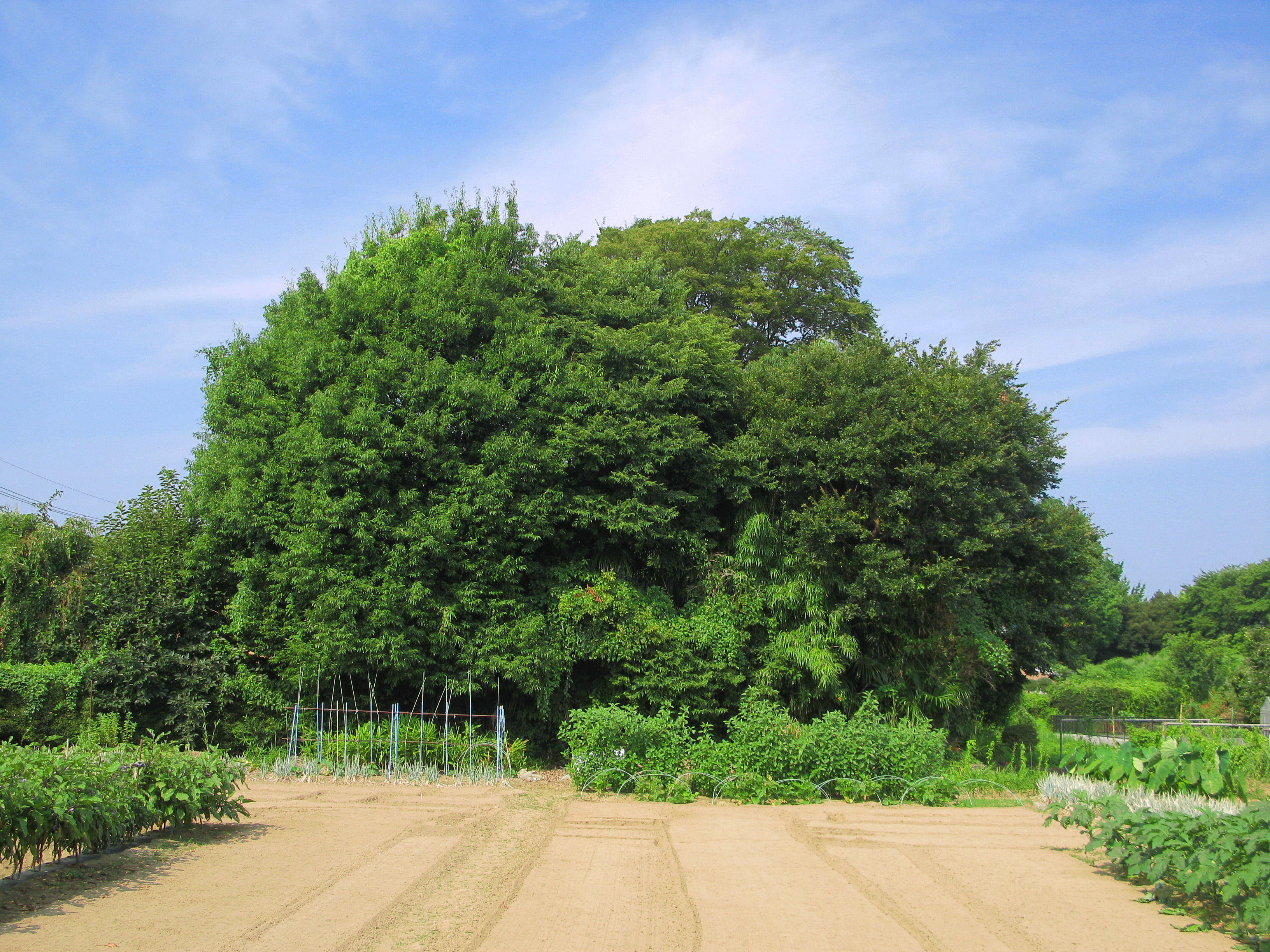
戸場口山古墳址（行田市）
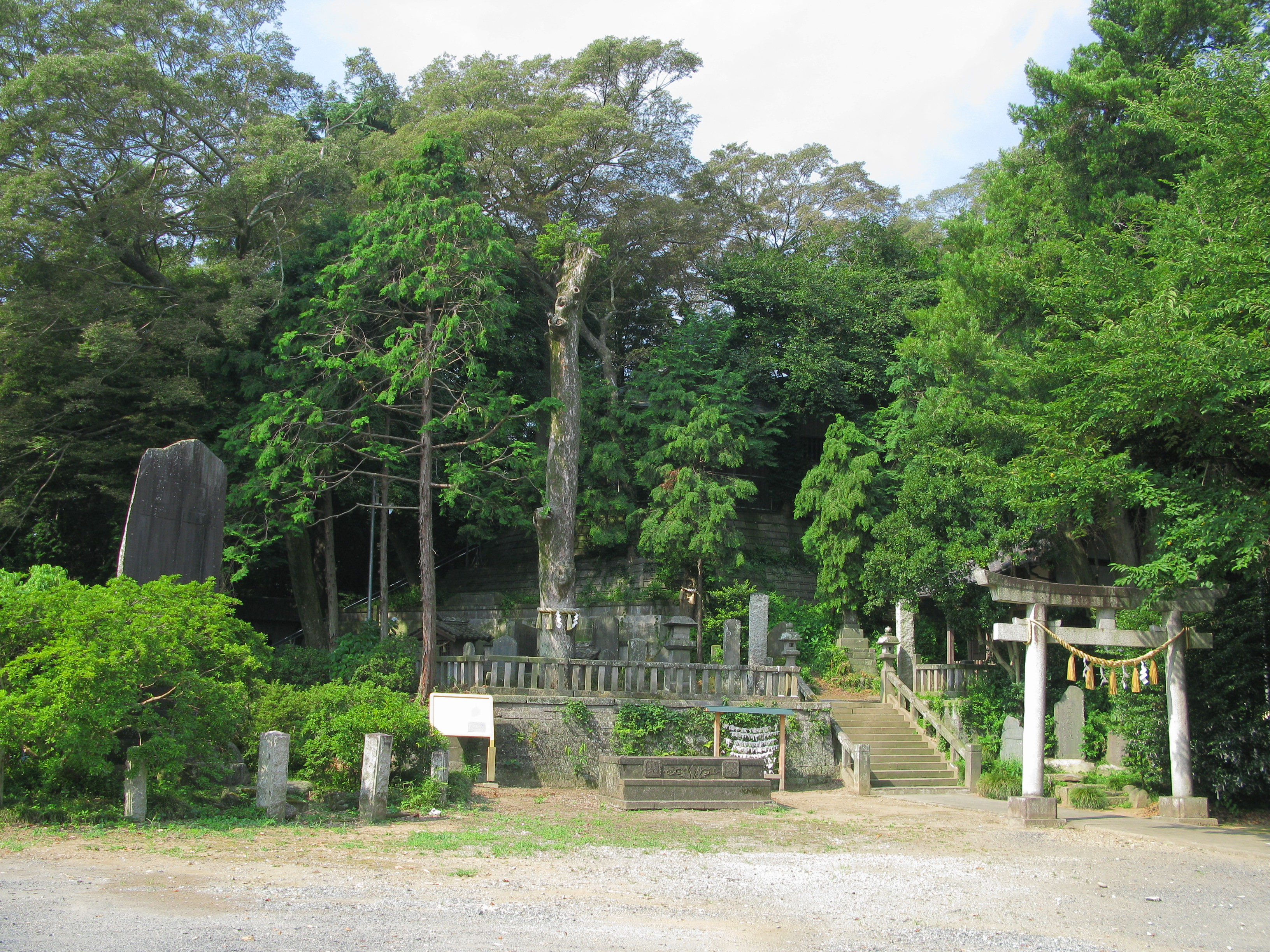
浅間塚古墳（行田市）
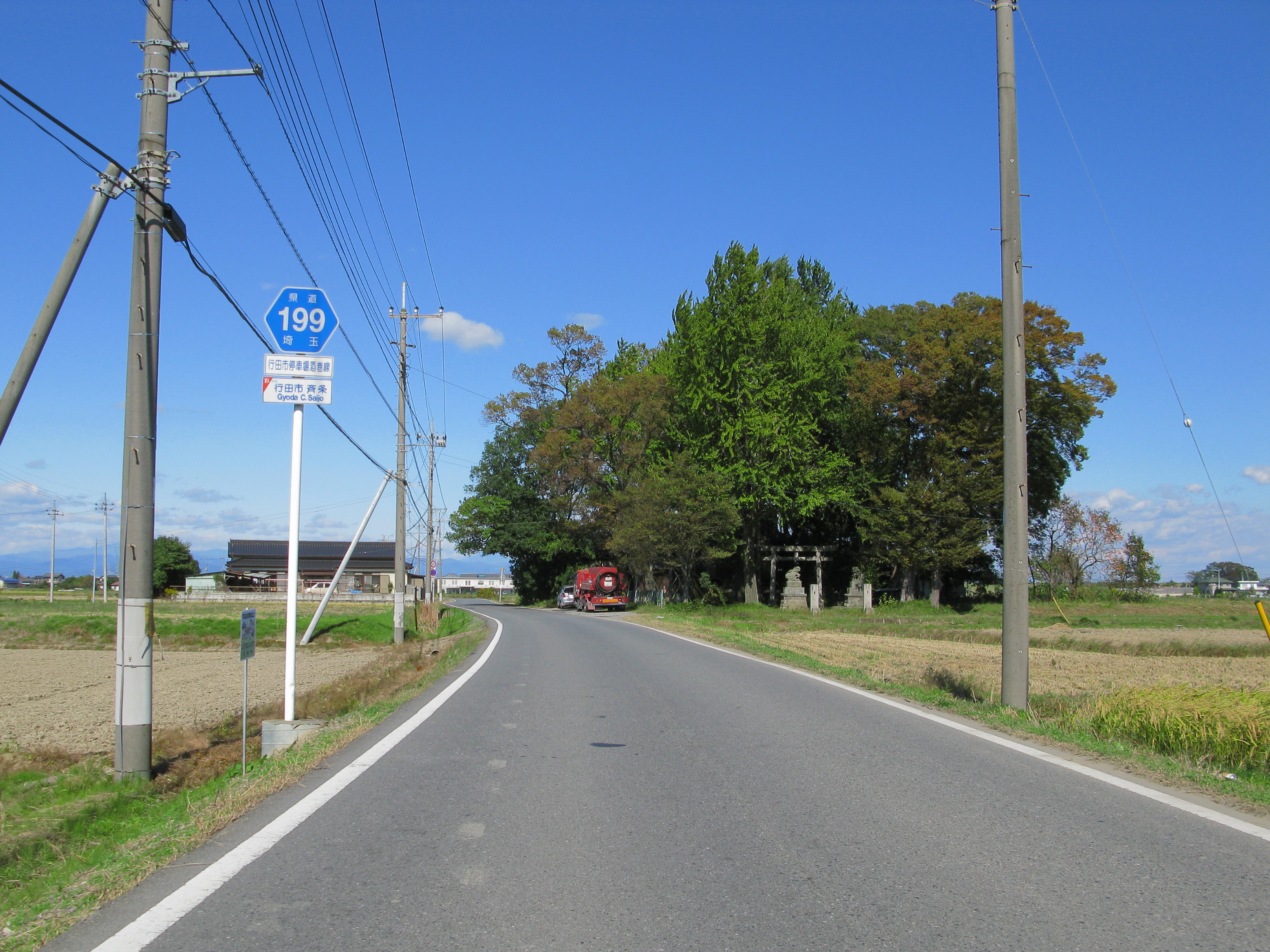
斎条古墳群・剣神社古墳（行田市）
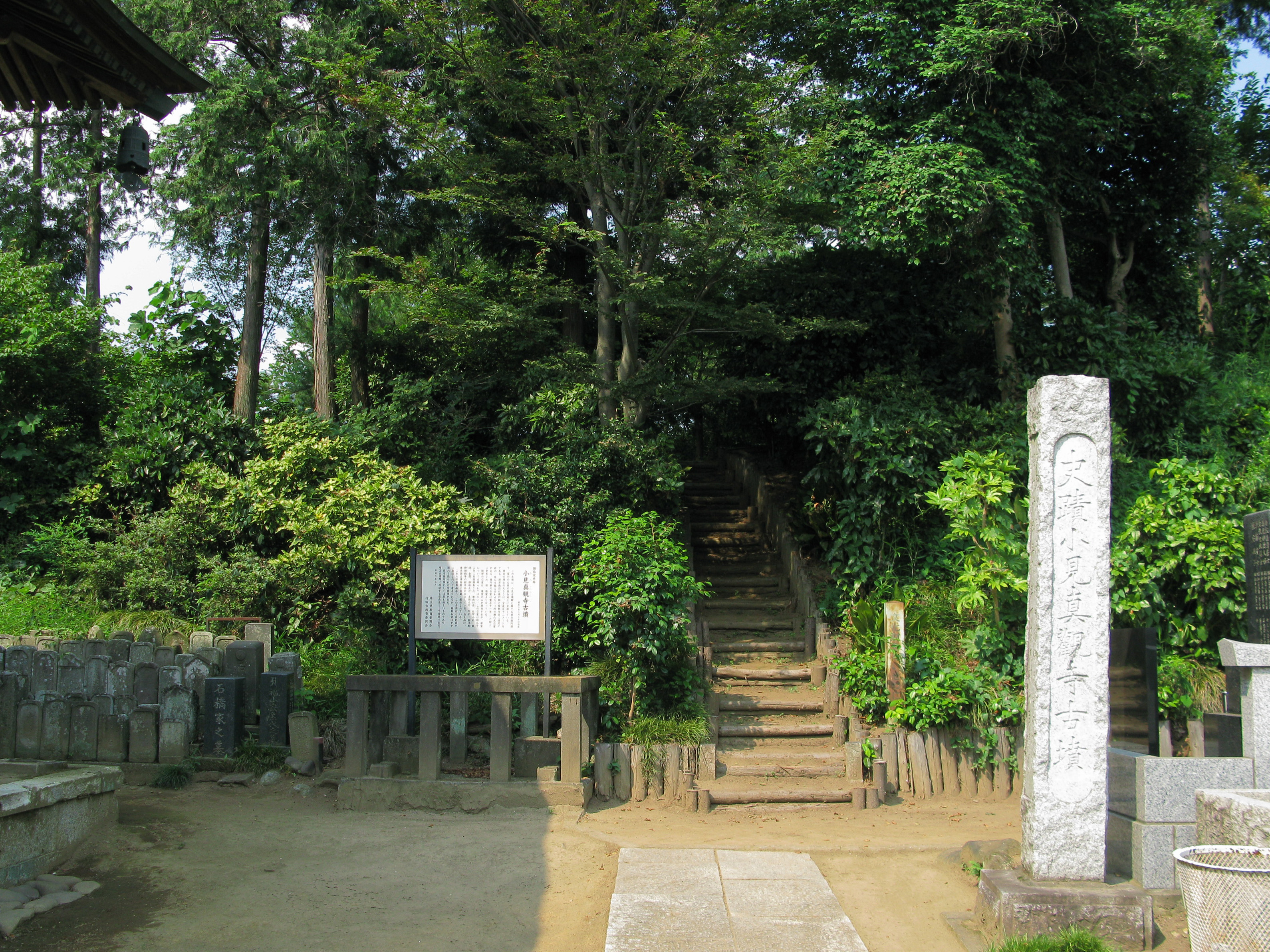
小見真観寺古墳（行田市）
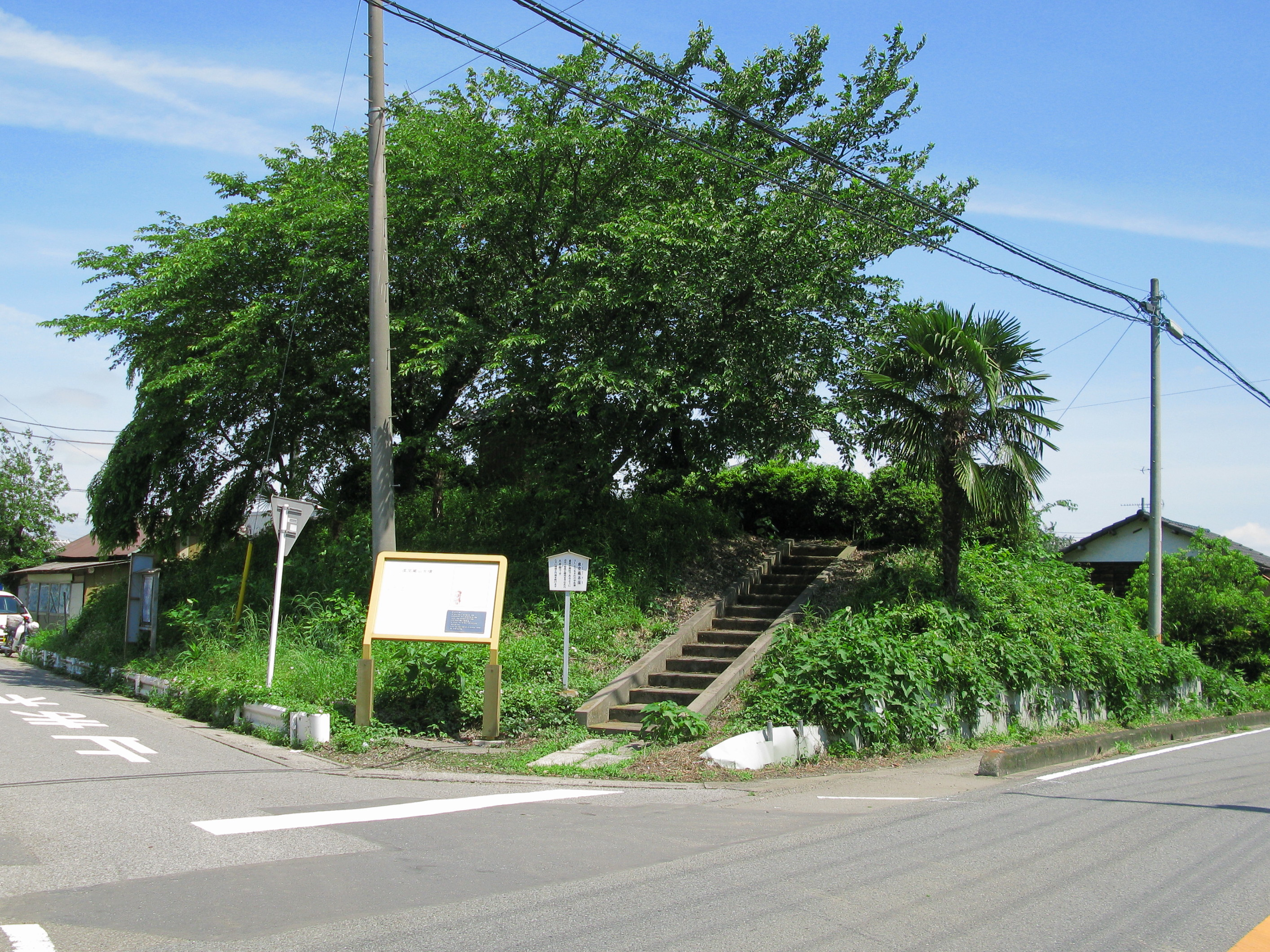
虚空蔵山古墳（行田市）
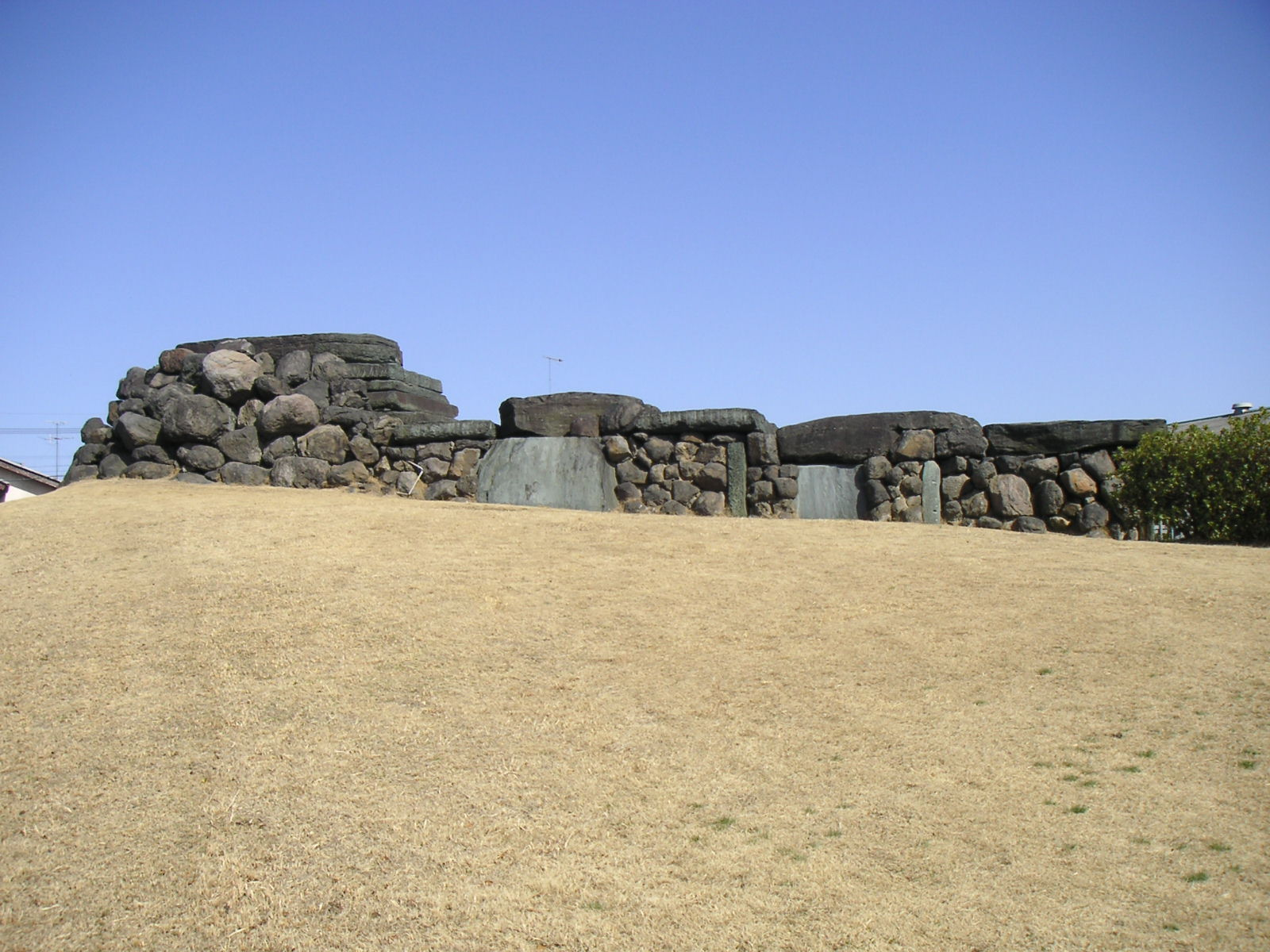
八幡山古墳（行田市）
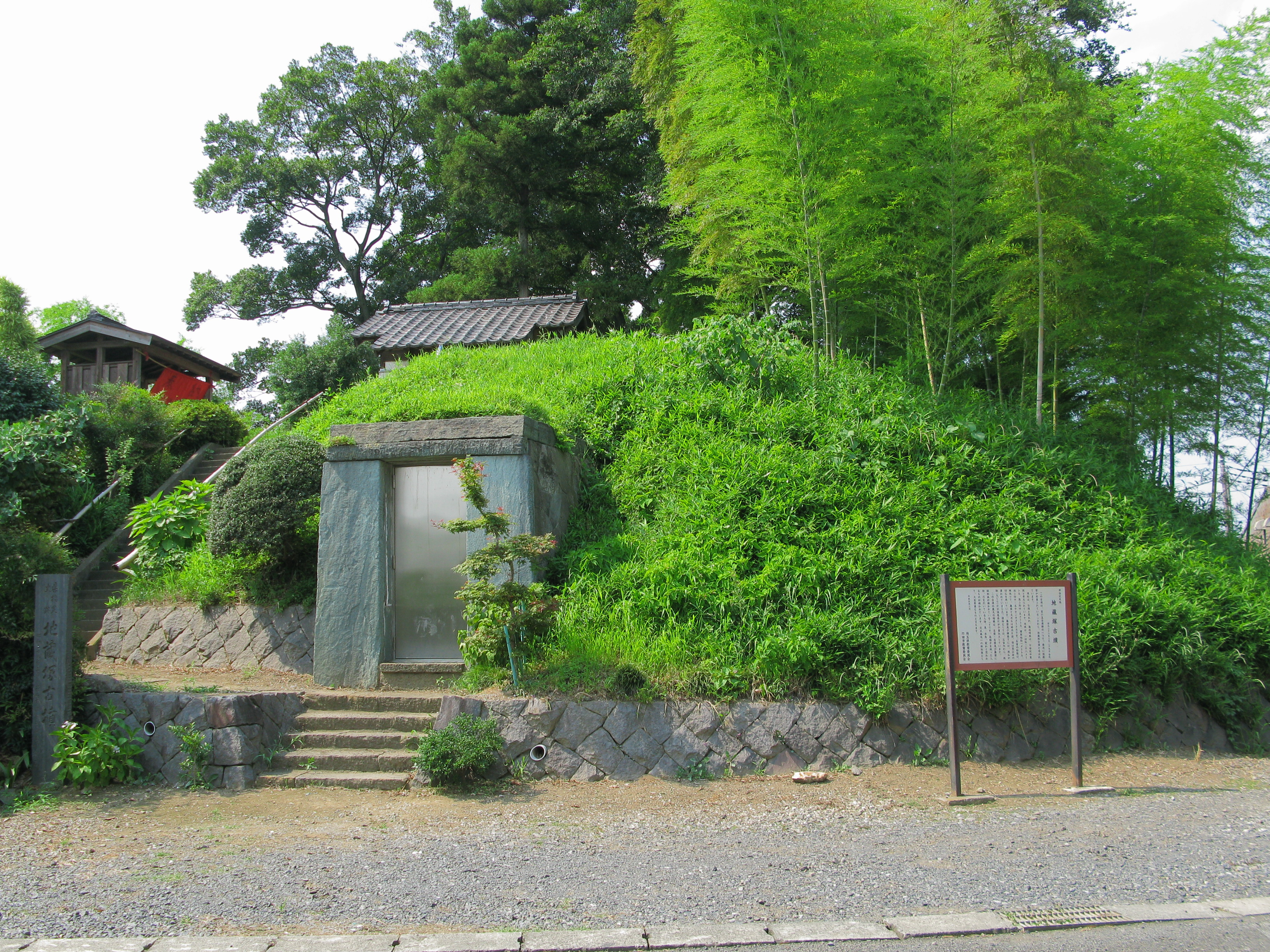
地蔵塚古墳（行田市）
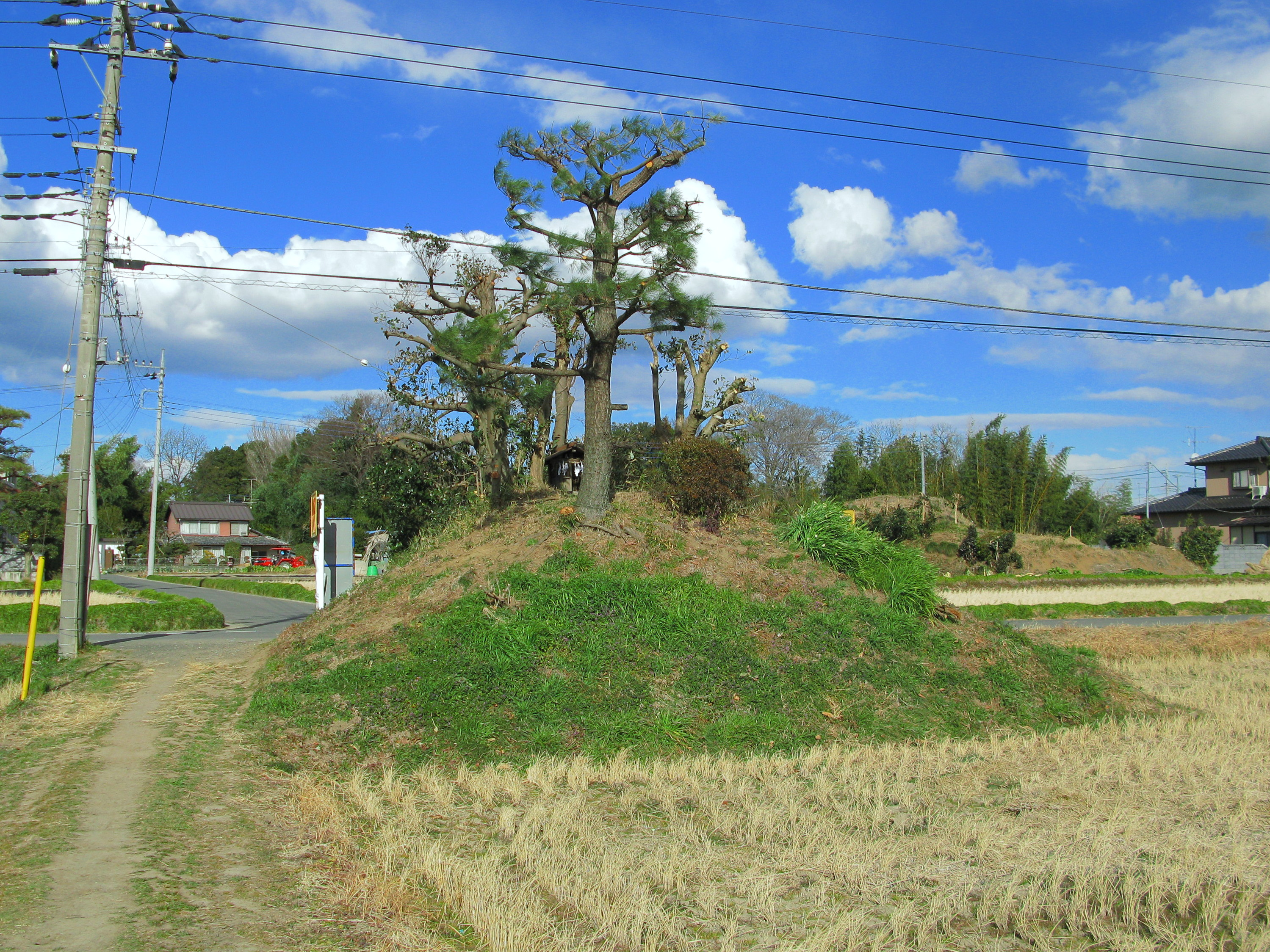
白山古墳群・愛宕山古墳（行田市）
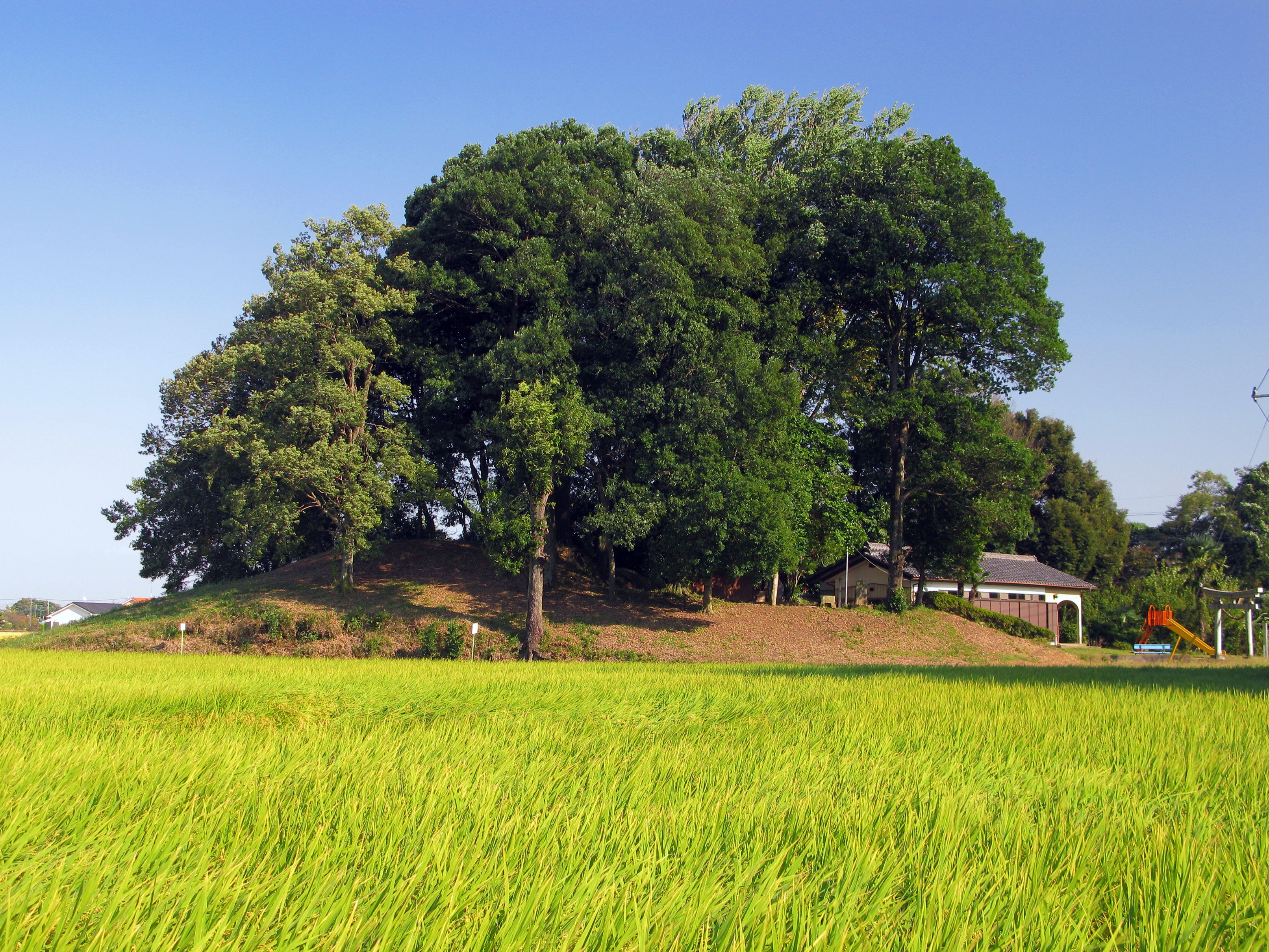
白山神社古墳（行田市）
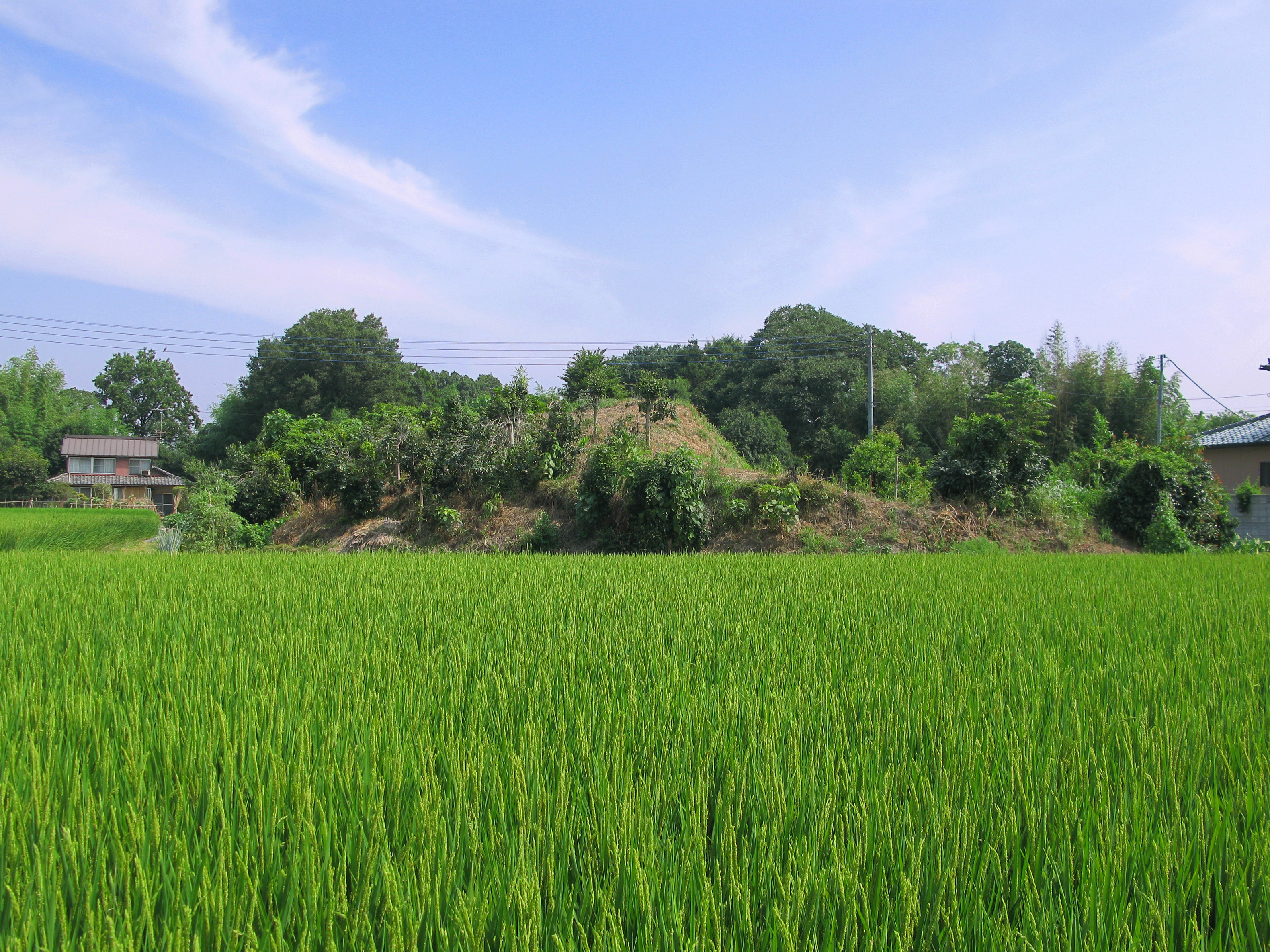
白山古墳群・神明山古墳（行田市）
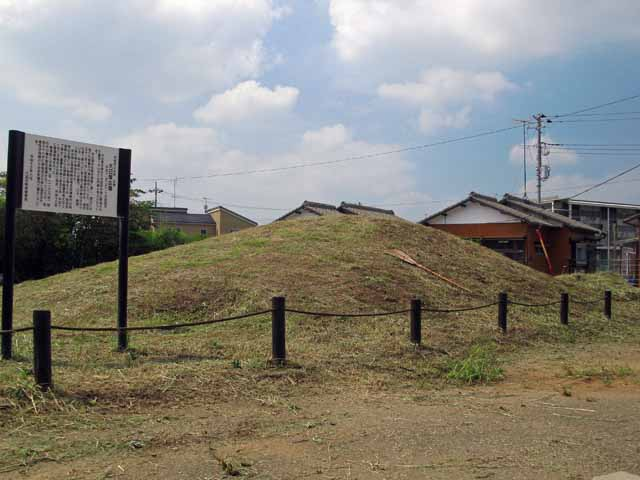
大日塚古墳（行田市）
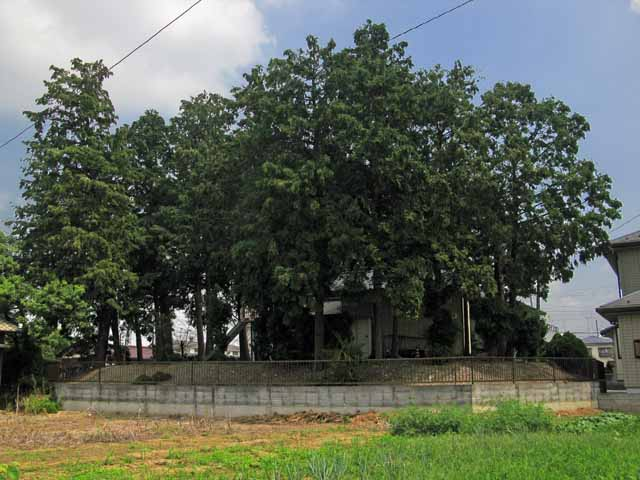
佐間古墳群・諏訪古墳（行田市）
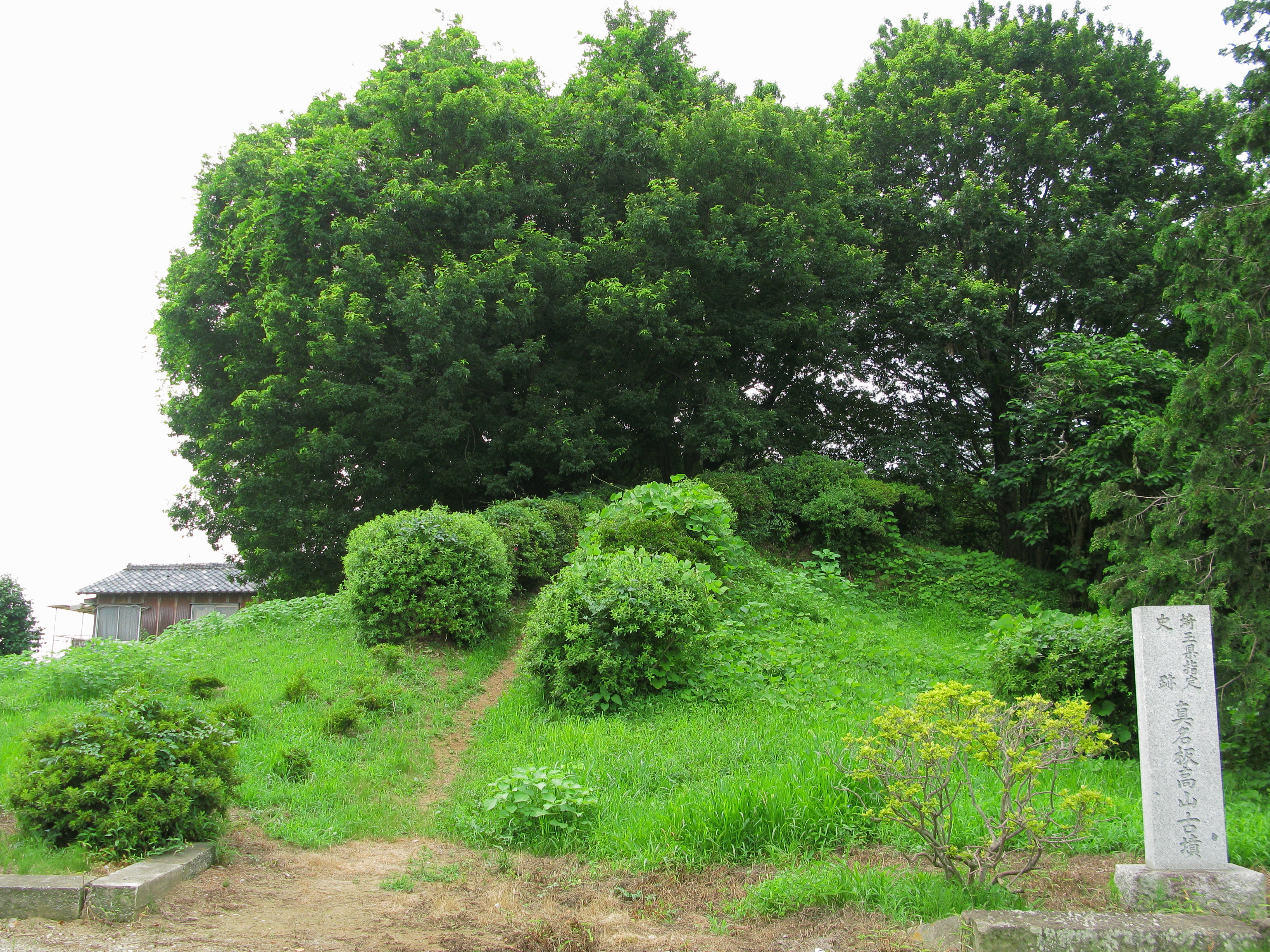
真名板高山古墳（行田市）
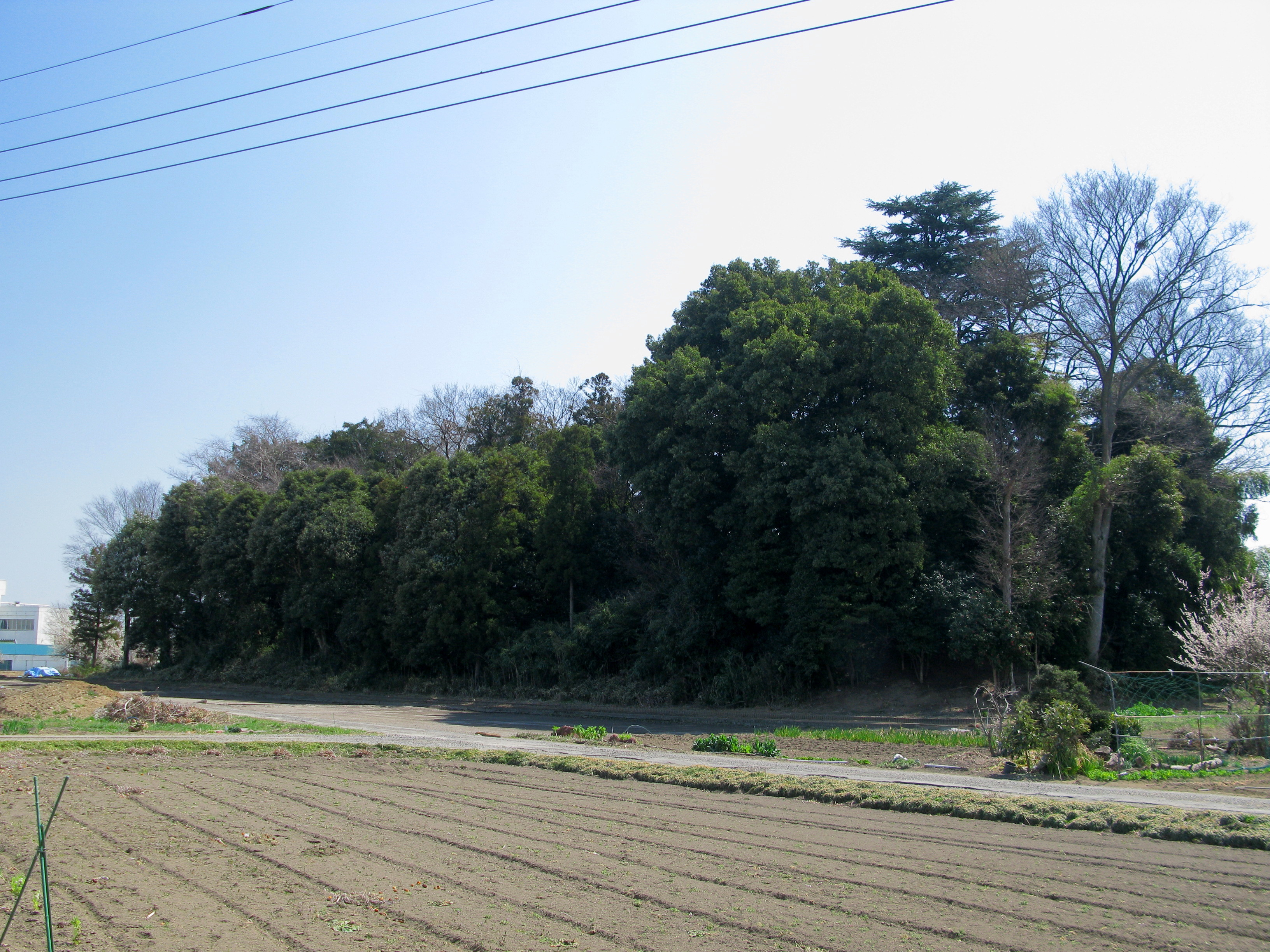
永明寺古墳（羽生市）
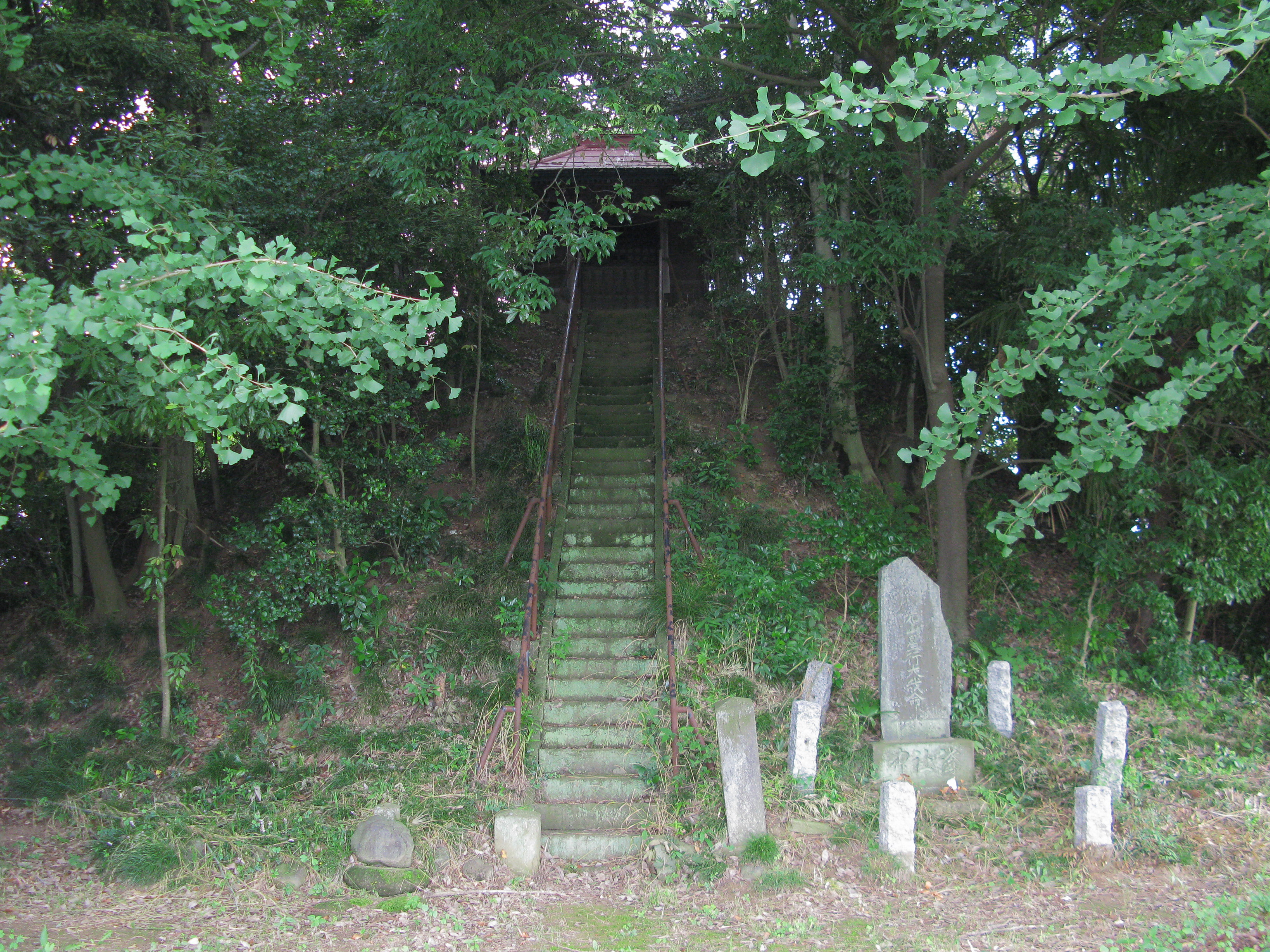
樋遣川古墳群・浅間塚古墳（加須市）
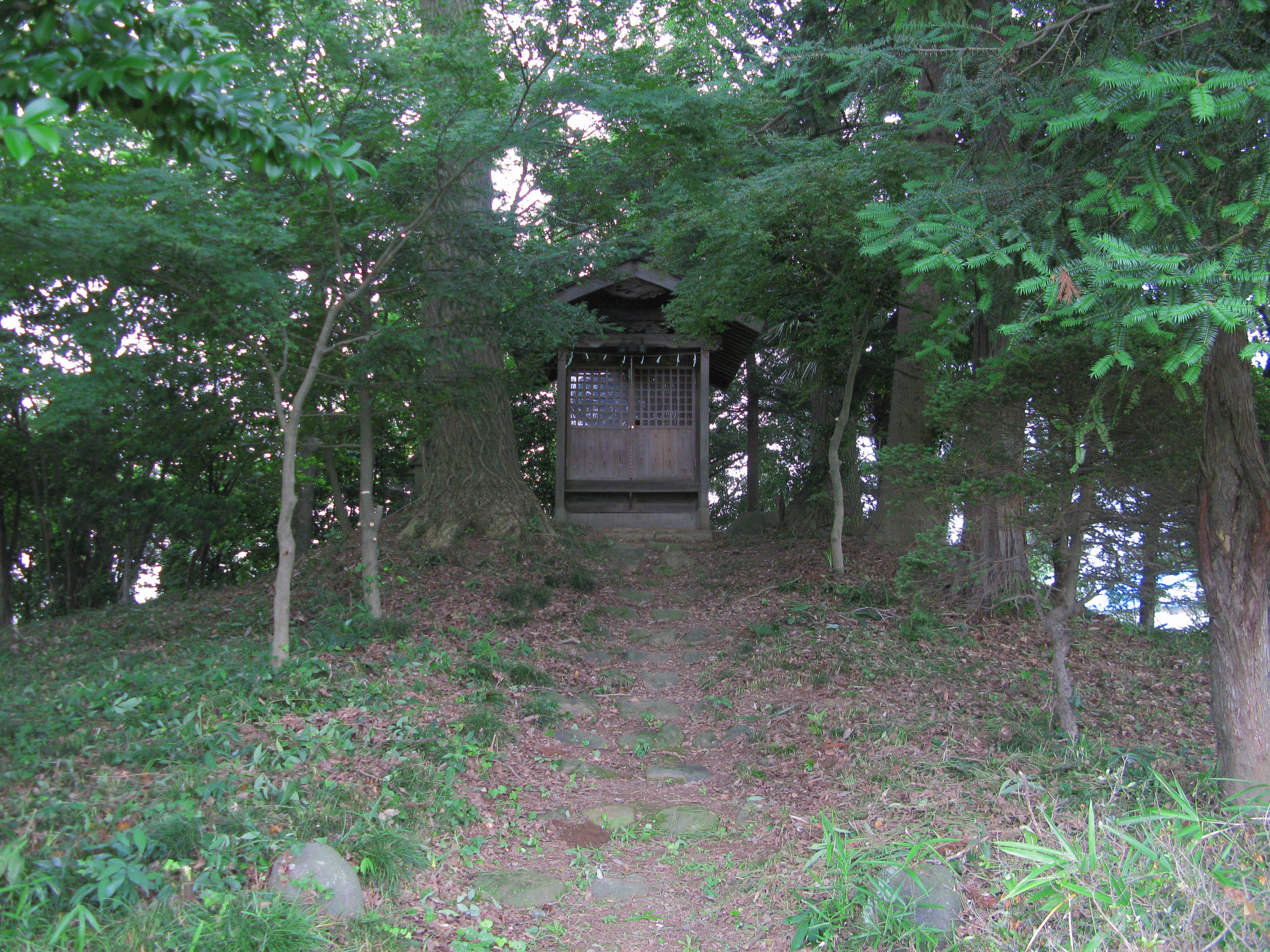
樋遣川古墳群・稲荷塚古墳（加須市）
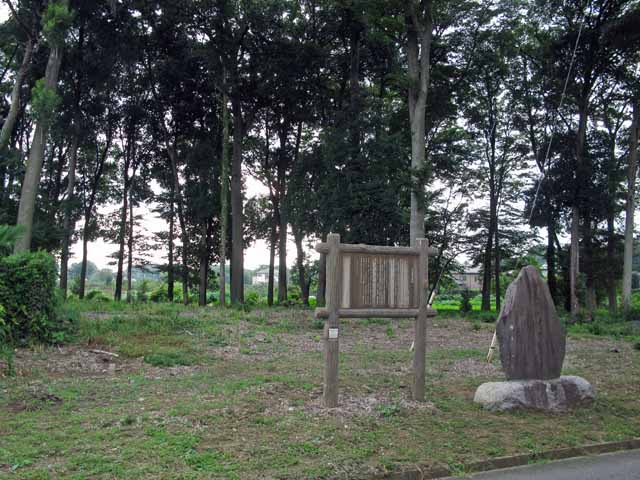
内牧塚内古墳群（春日部市）
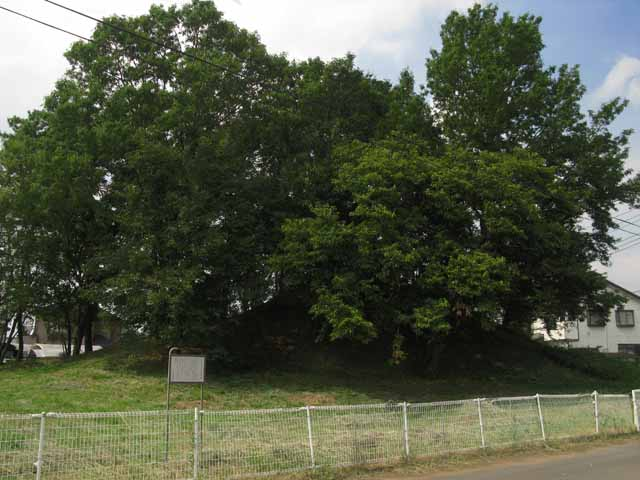
目沼浅間塚古墳（杉戸町）
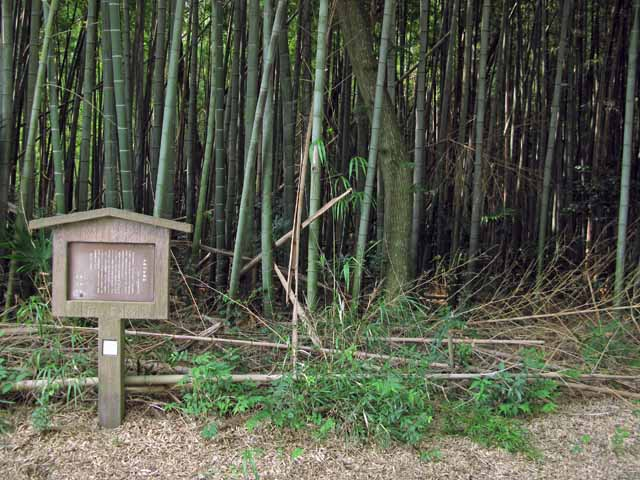
木野川古墳群（杉戸町）
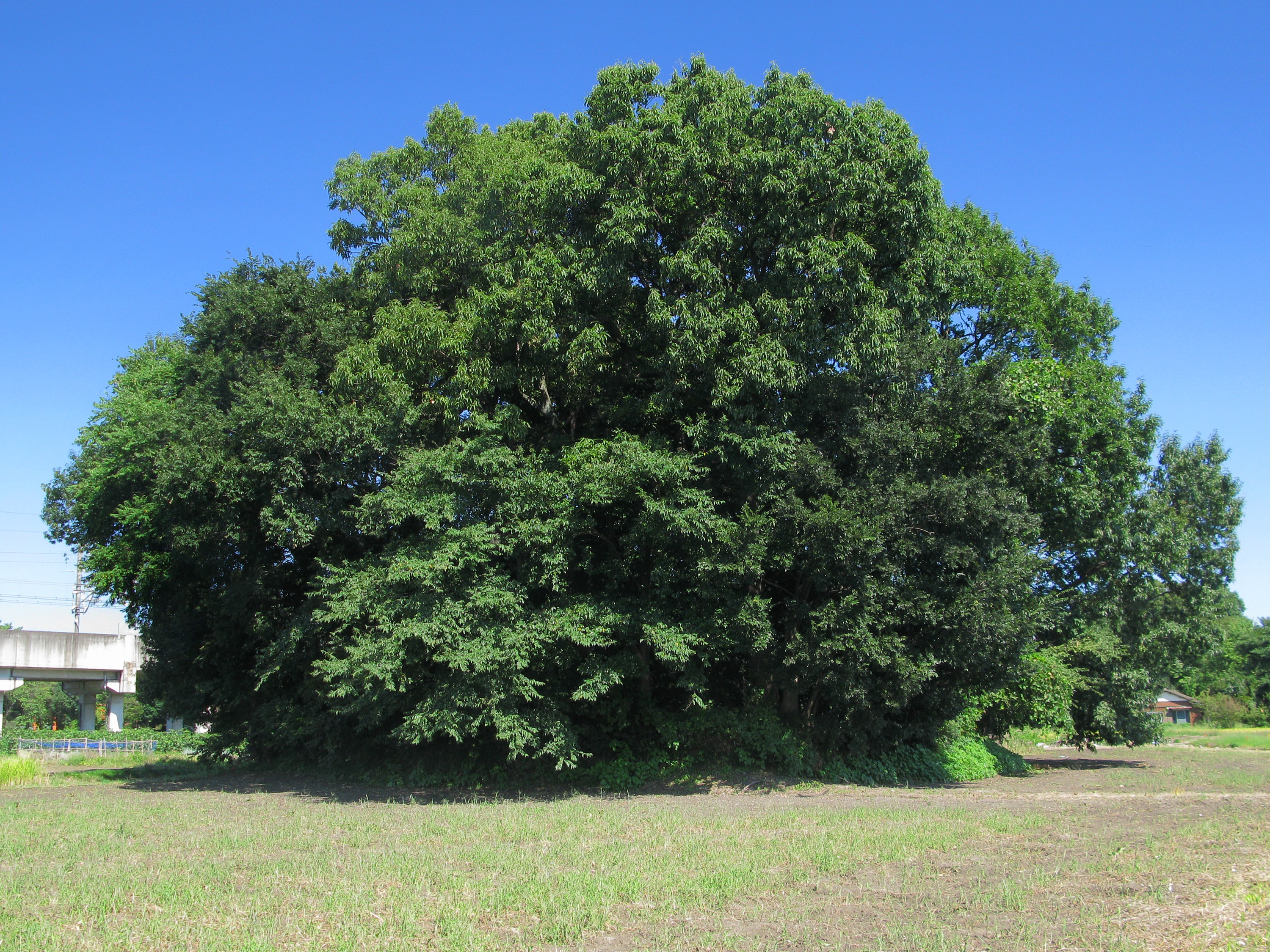
宮塚古墳（熊谷市）
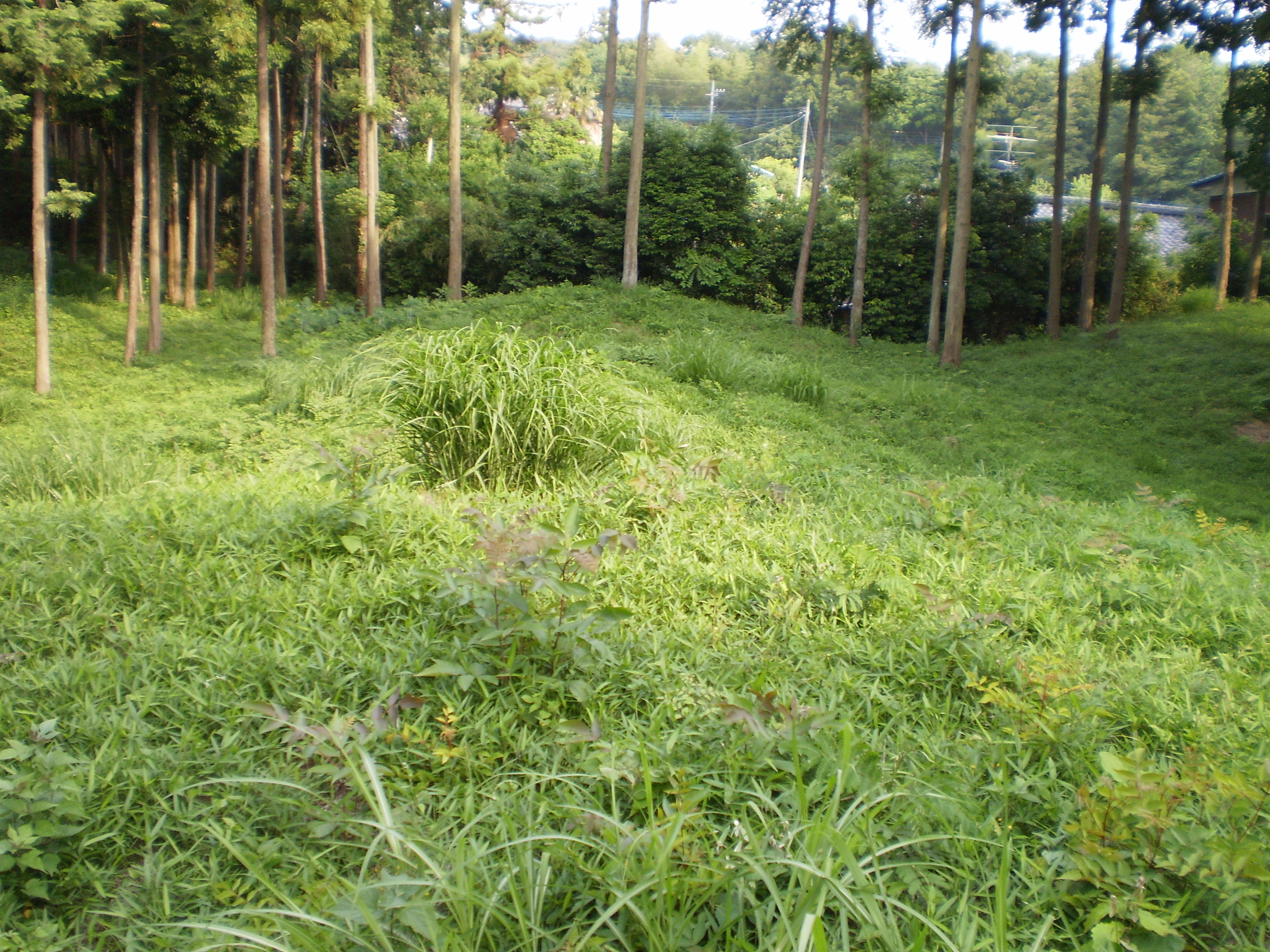
塩古墳群第一支群2号墳（熊谷市）
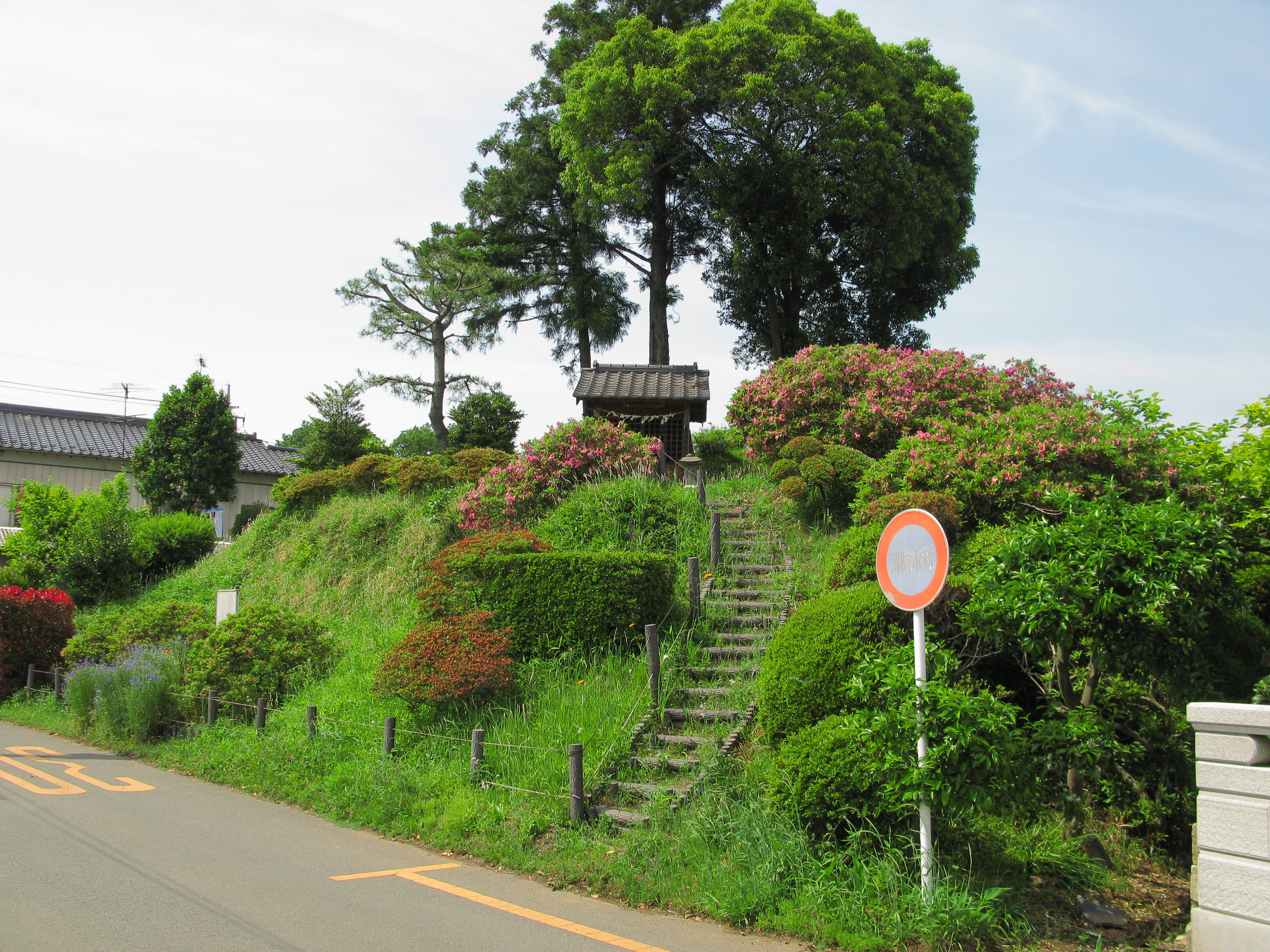
とうかん山古墳（熊谷市）
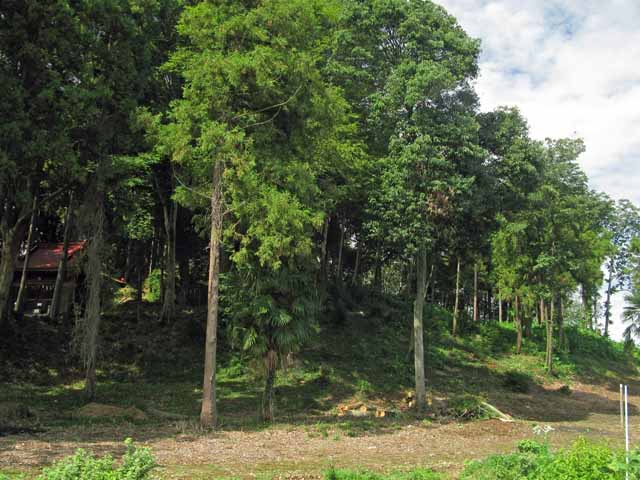
甲山古墳（熊谷市）
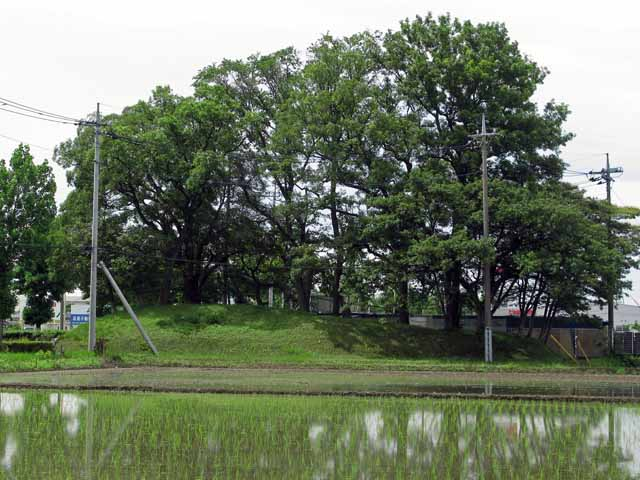
横塚山古墳（熊谷市）
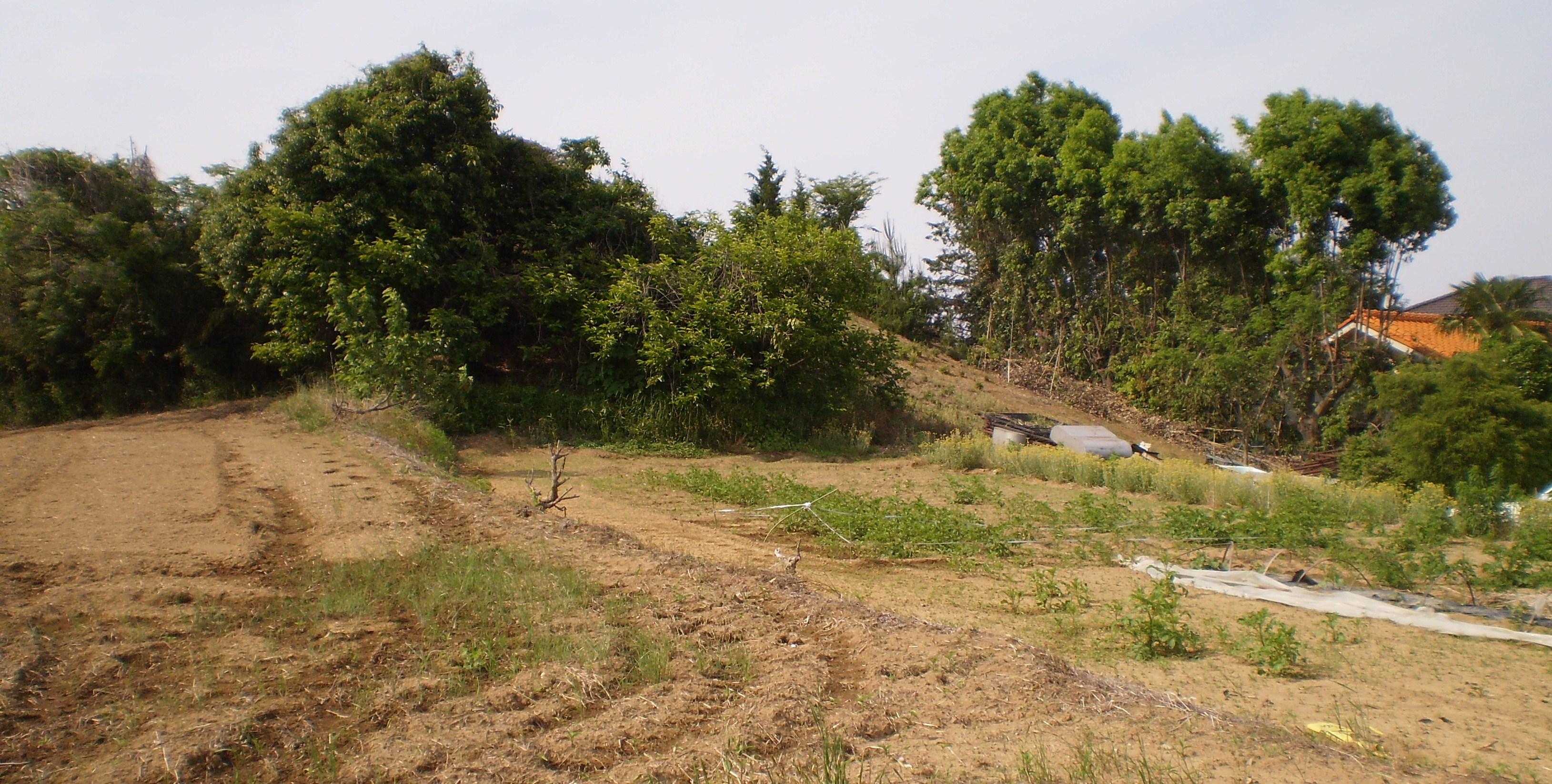
鷺山古墳後方部近景（本庄市）
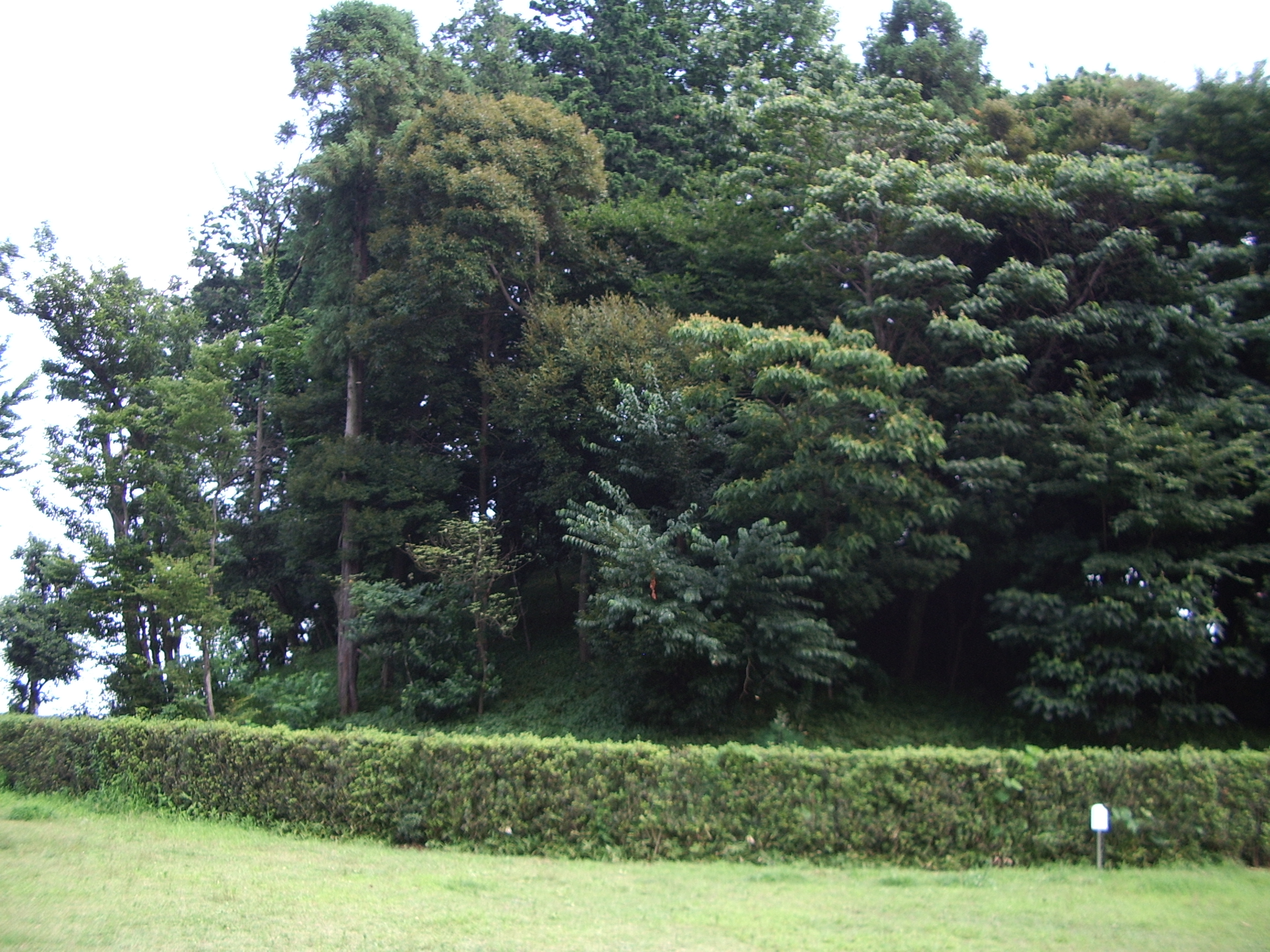
柊塚古墳（朝霞市）
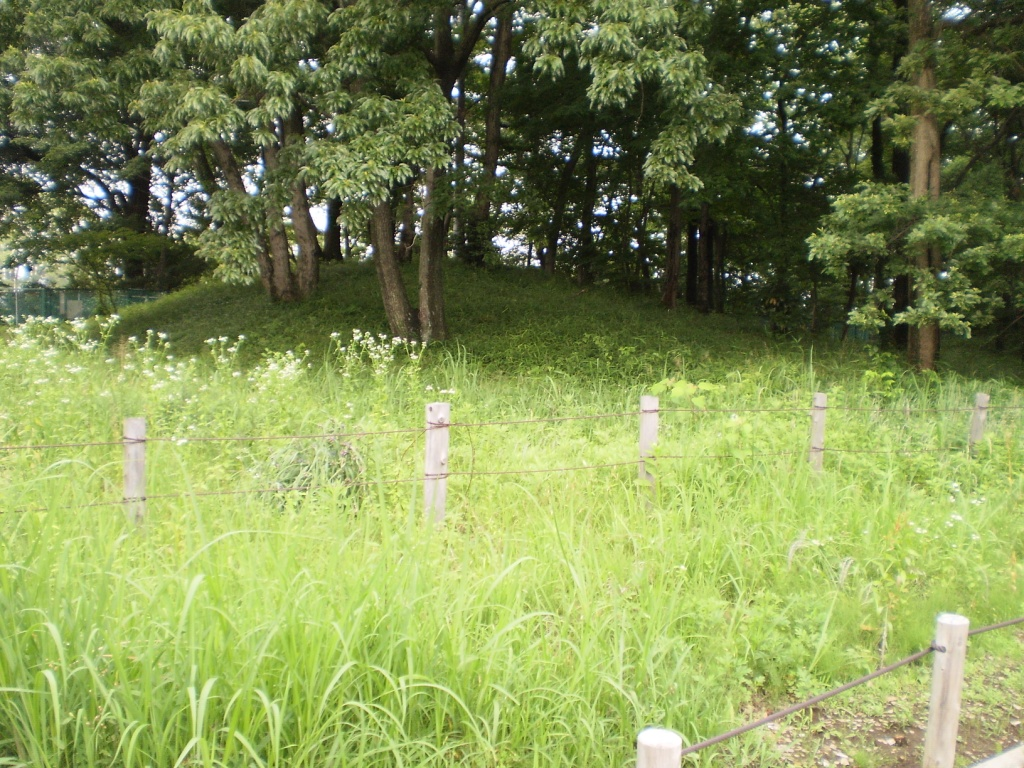
権現山古墳群2号墳（ふじみ野市）
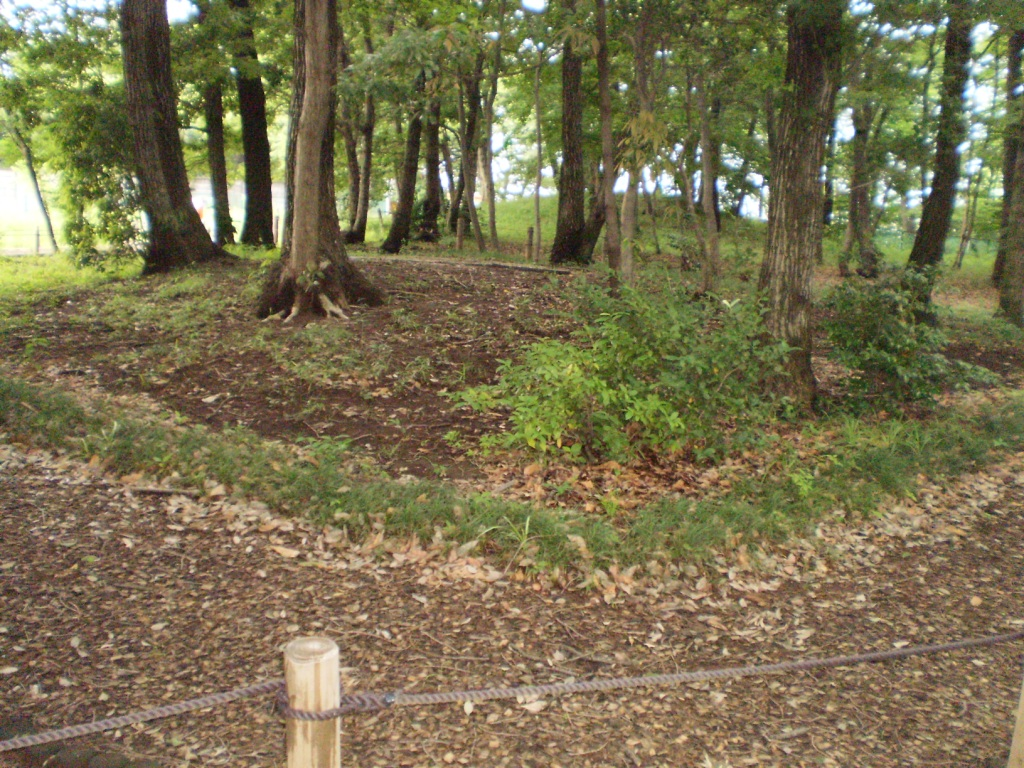
権現山古墳群7号墳（ふじみ野市）
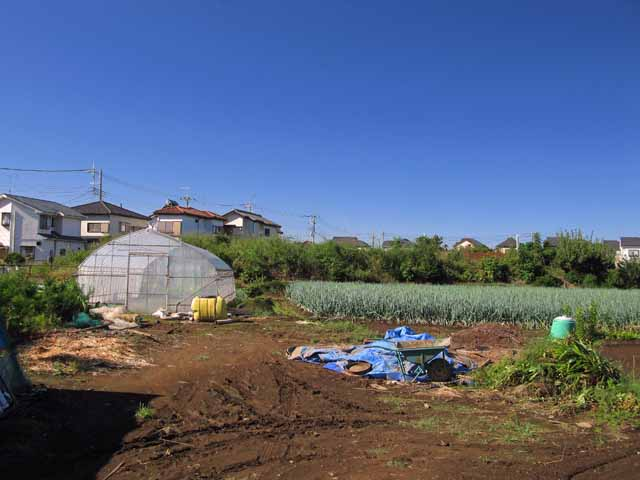
牛塚古墳（川越市）
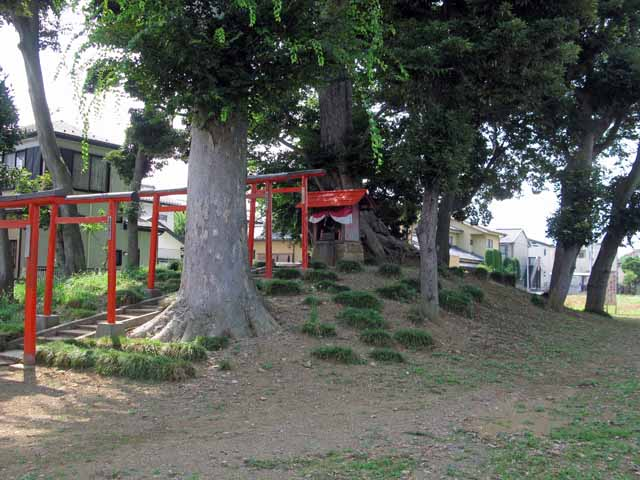
三変稲荷神社古墳（川越市）
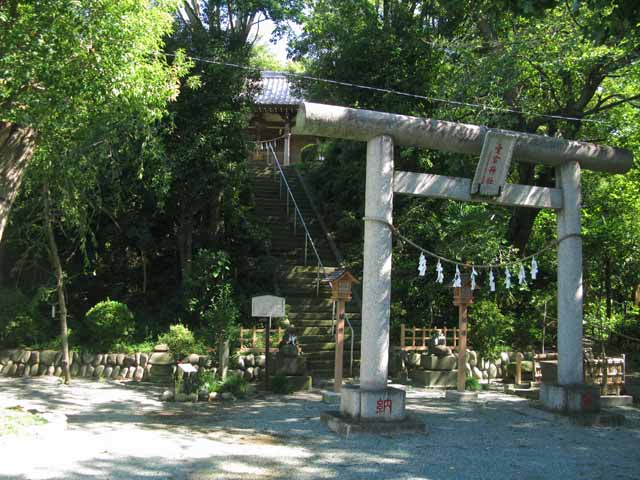
愛宕神社古墳（川越市）
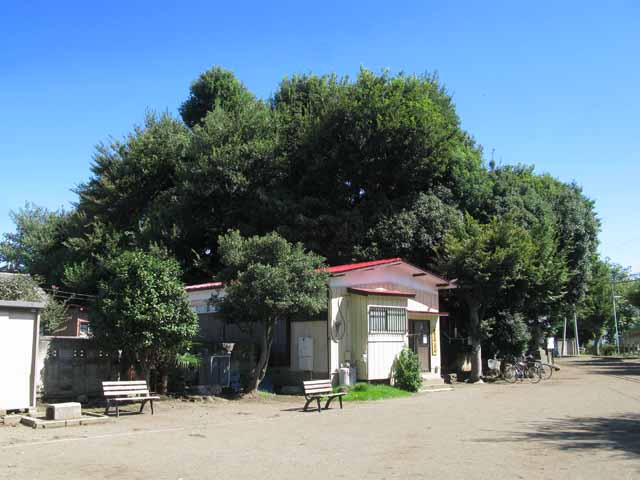
浅間神社古墳（川越市）
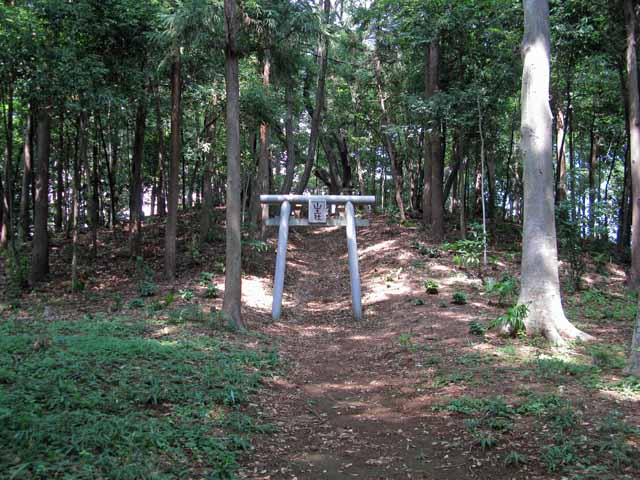
山王塚古墳（川越市）
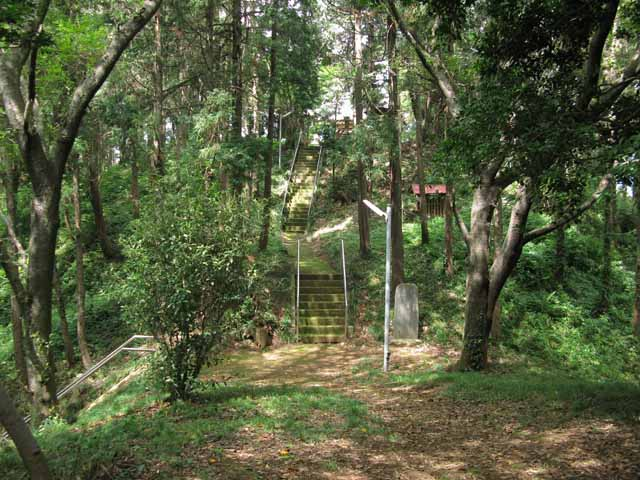
野本将軍塚古墳（東松山市）
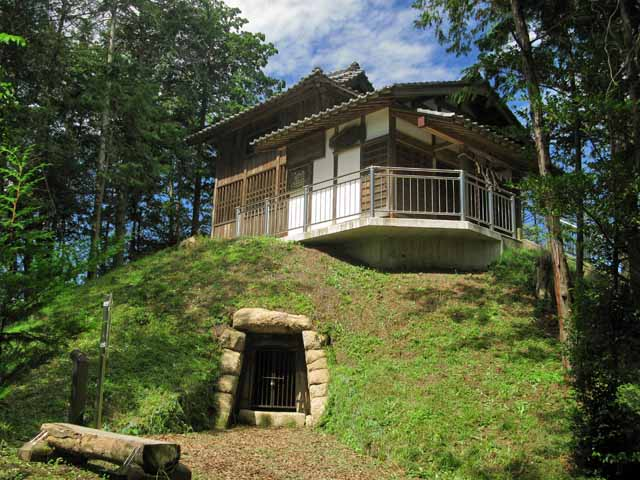
若宮八幡古墳（東松山市）
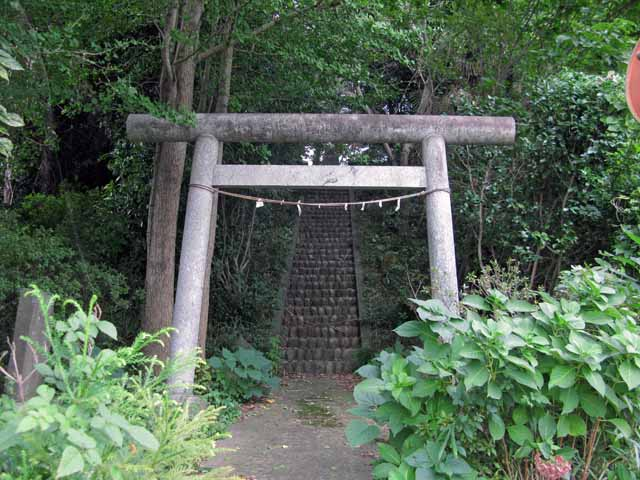
下唐子古墳群・御嶽山古墳（東松山市）
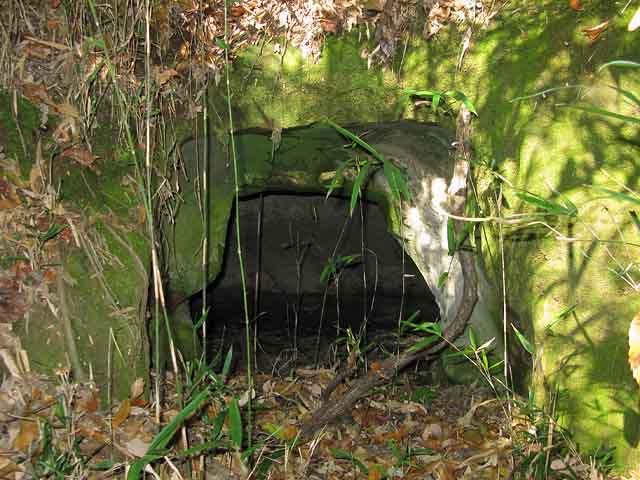
比丘尼山横穴墓群の横穴墓（東松山市）
吉見百穴（吉見町）
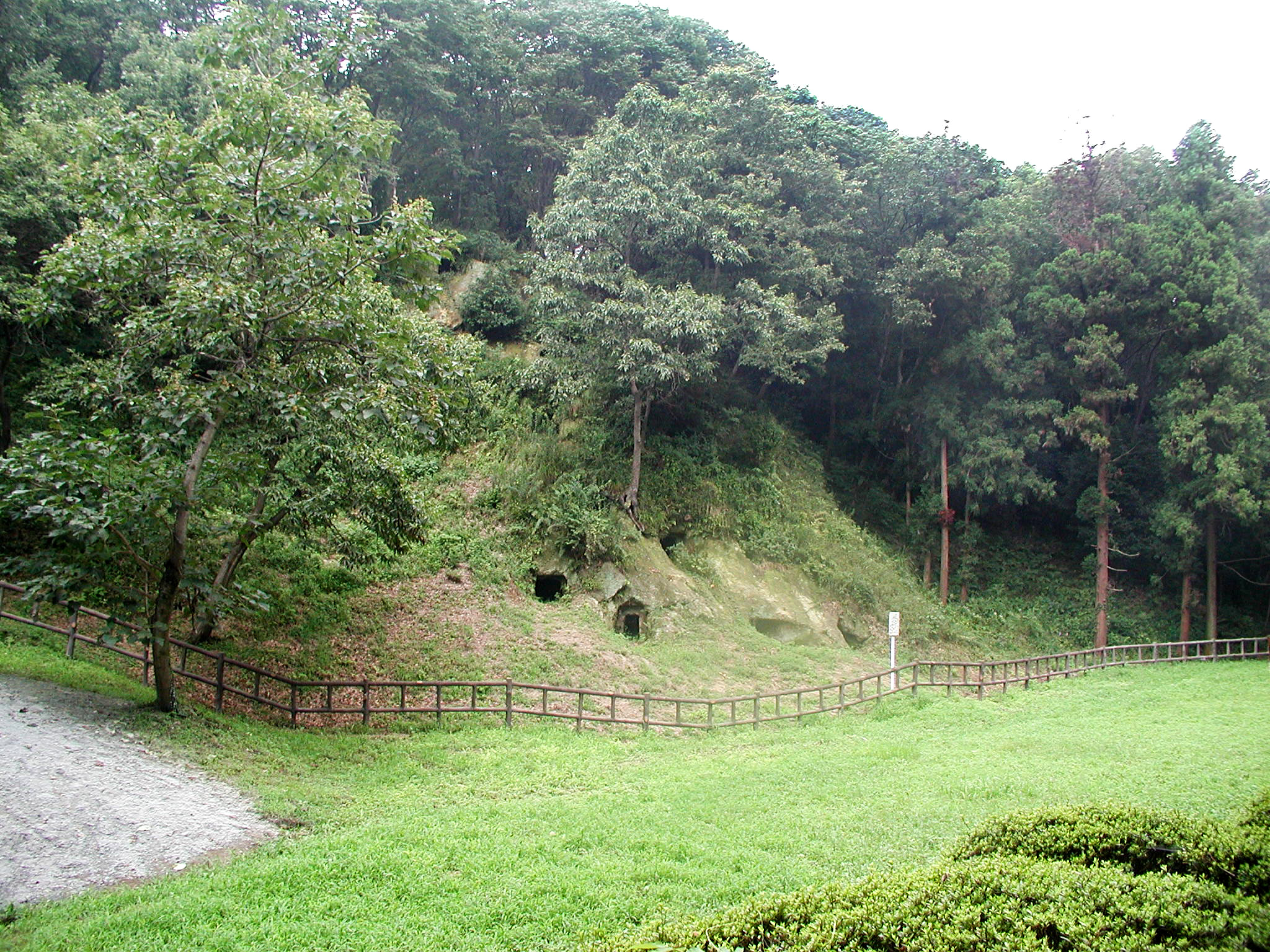
黒岩横穴墓群（吉見町）
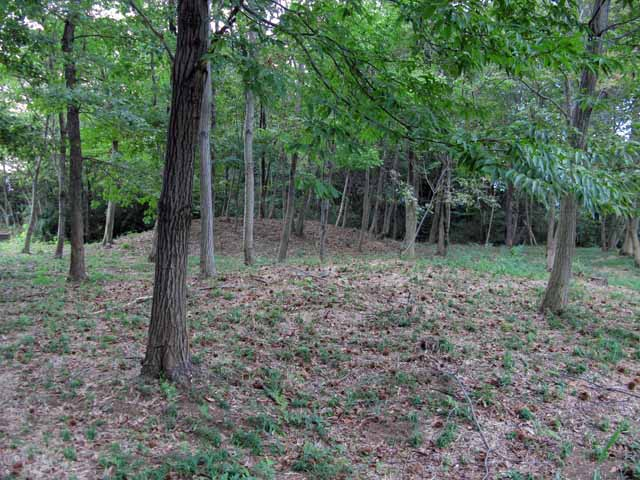
月輪古墳群（滑川町）
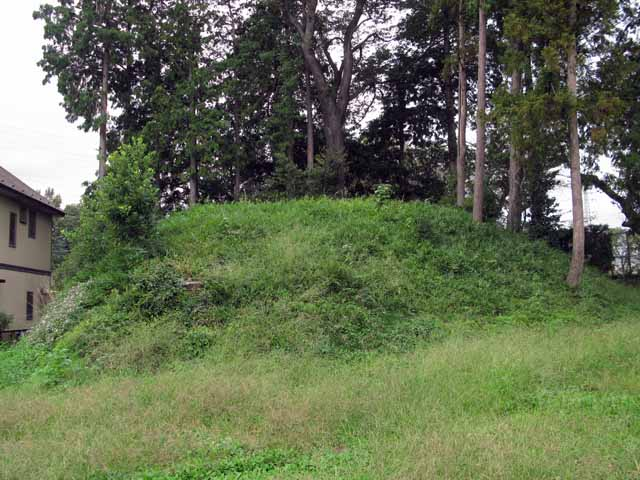
稲荷塚古墳（嵐山町）
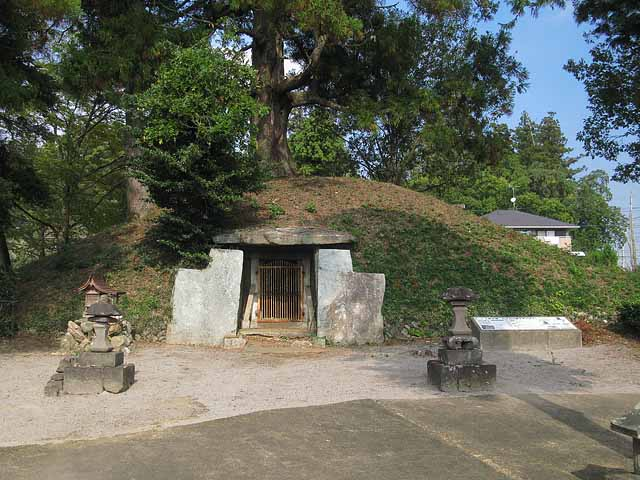
穴八幡古墳（小川町）
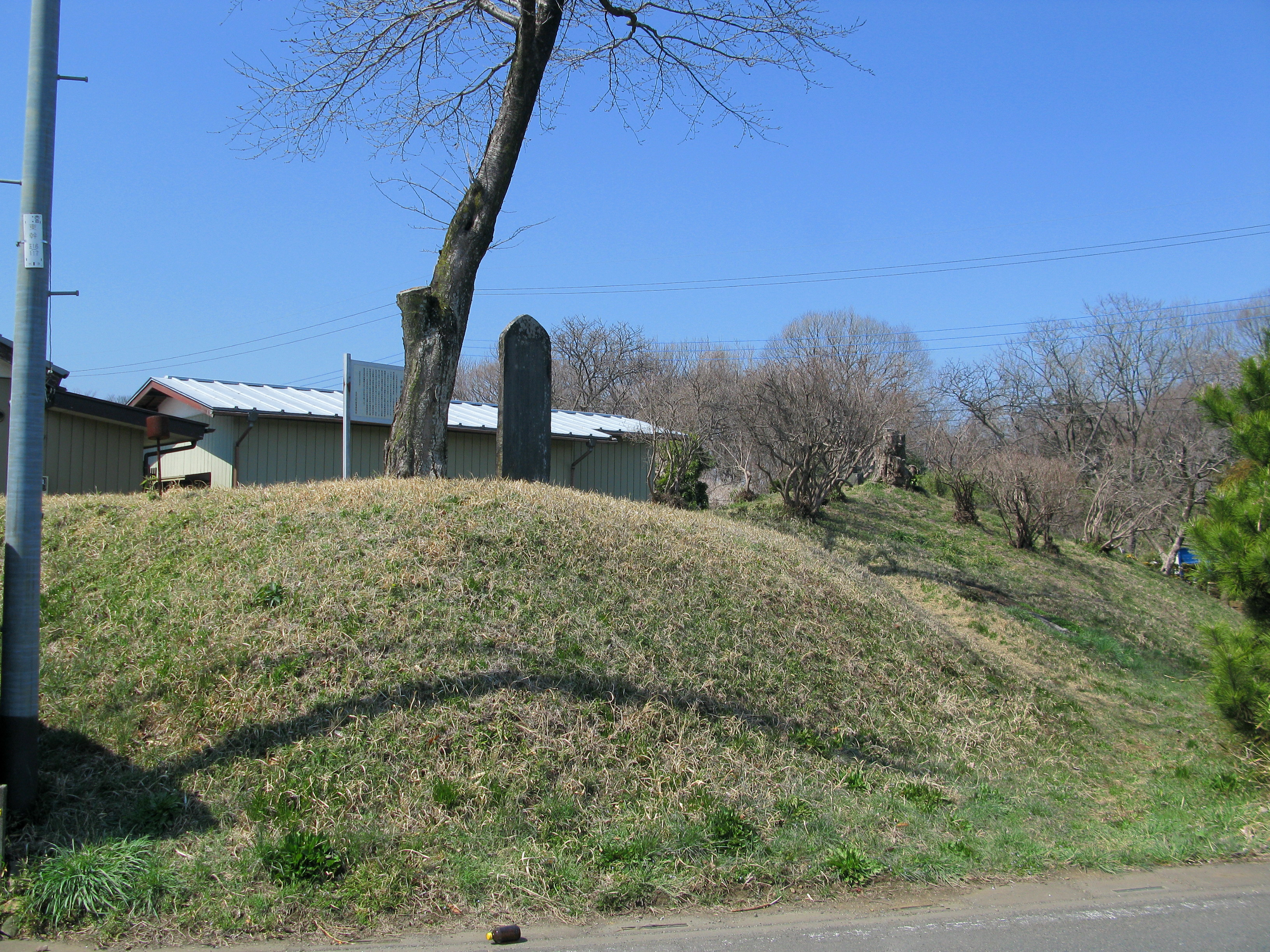
苦林古墳（毛呂山町）
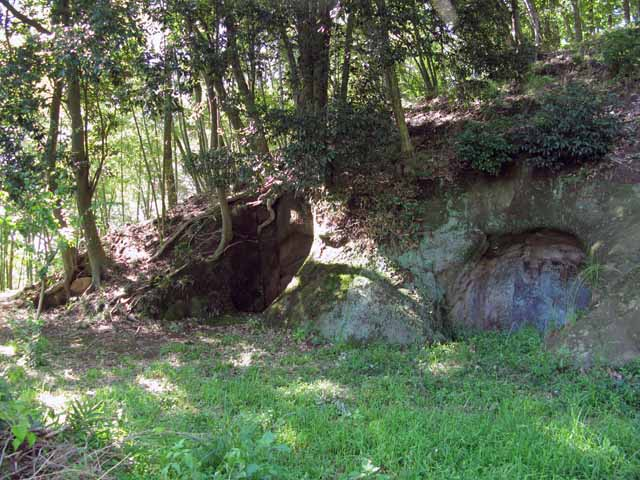
十郎横穴墓群（鳩山町）
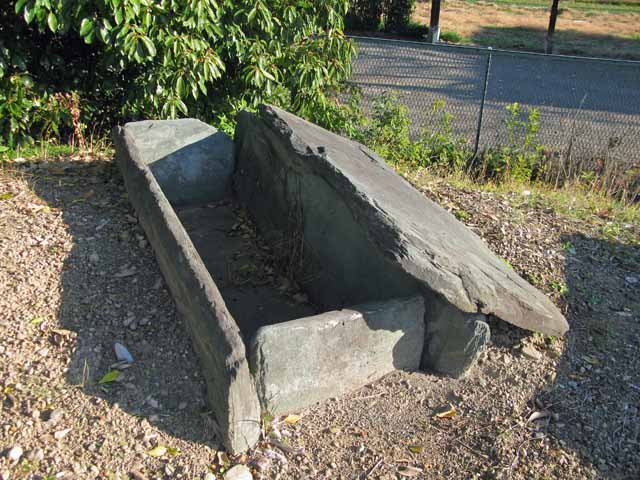
大塚古墳石棺（川島町）
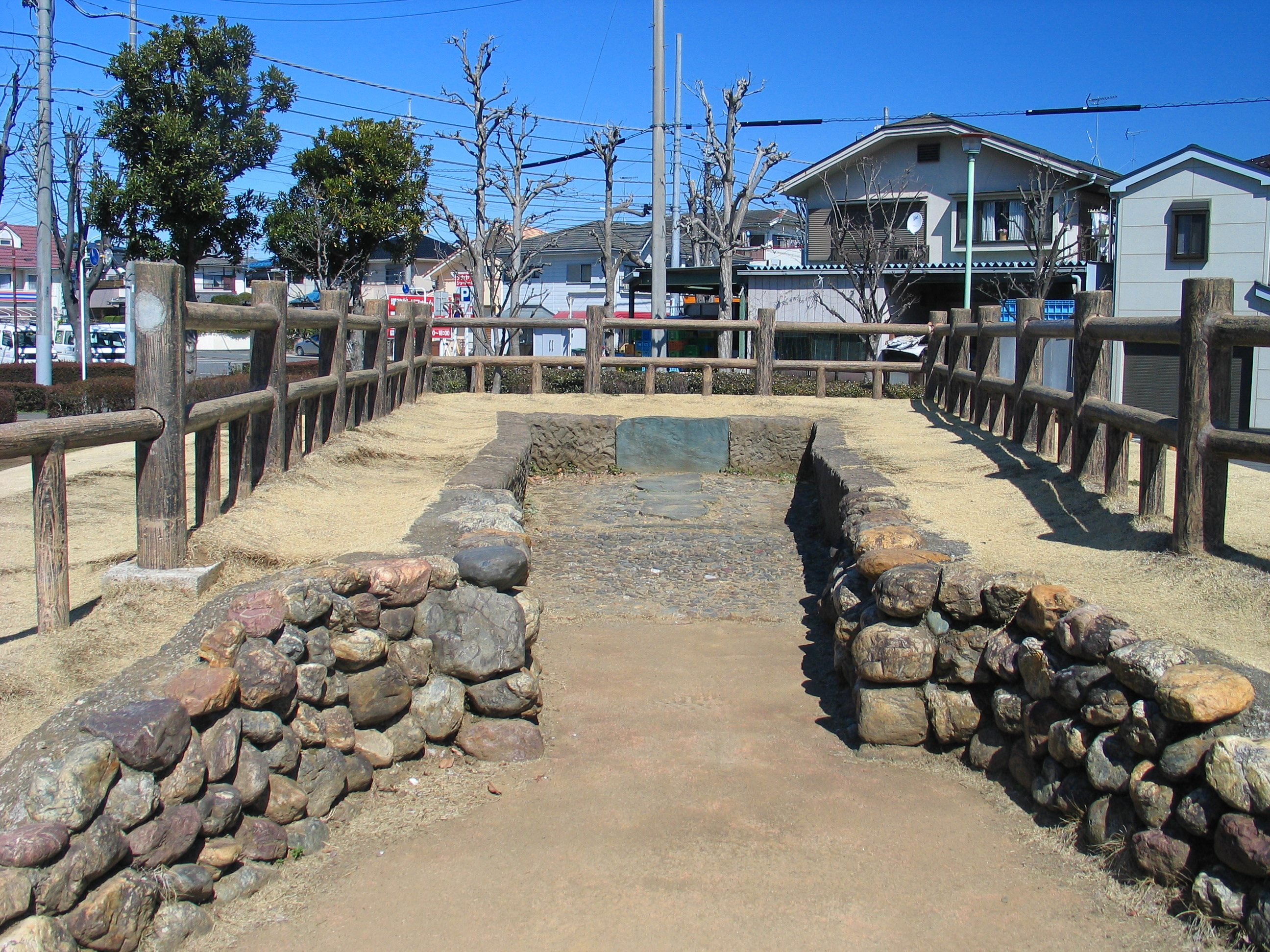
鶴ヶ丘稲荷神社古墳復元石室（鶴ヶ島市）